# 五千頭の龍が昇る聖天宮
座標: 北緯35度57分48.46秒 東経139度25分38.27秒 / 北緯35.9634611度 東経139.4272972度

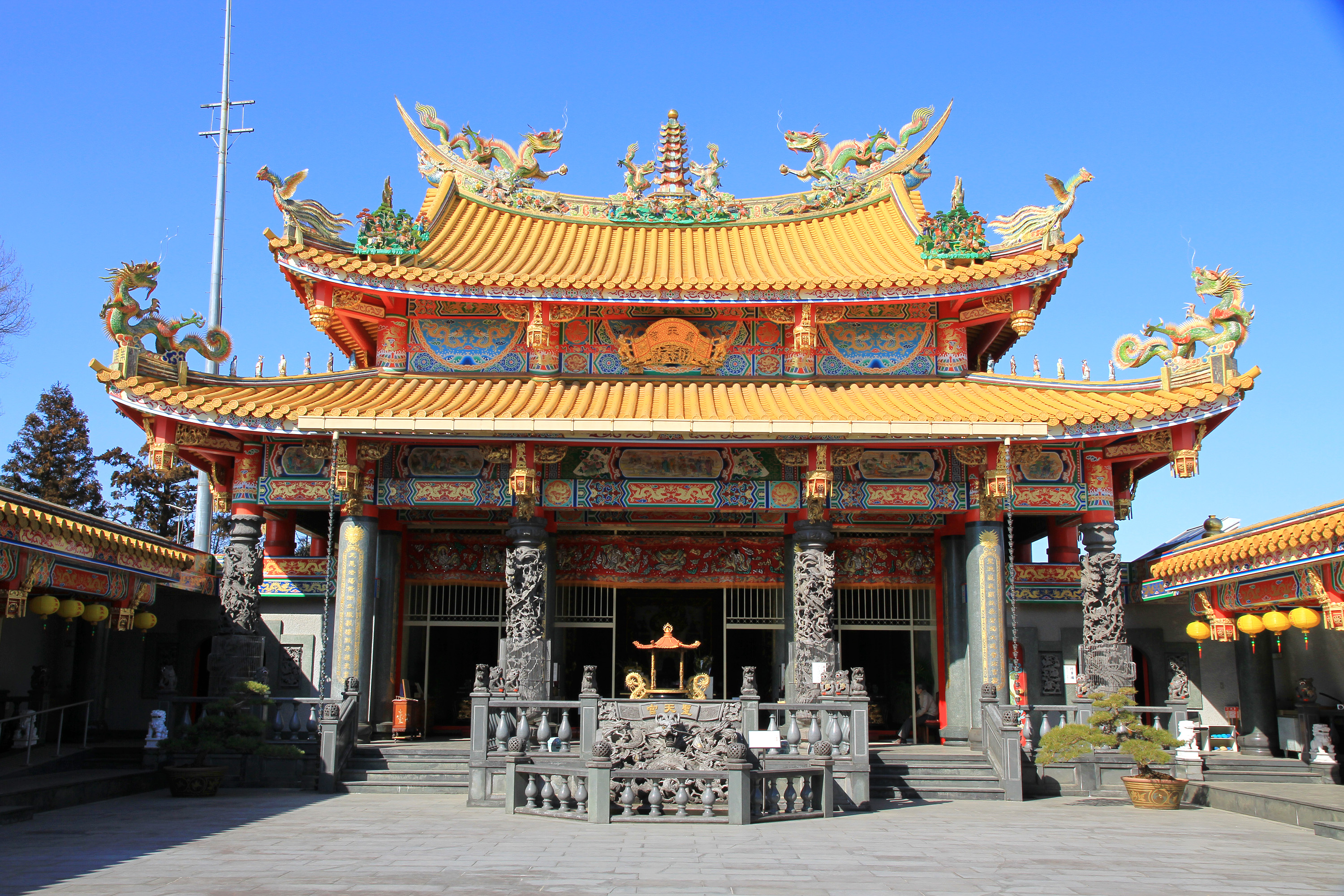
本殿

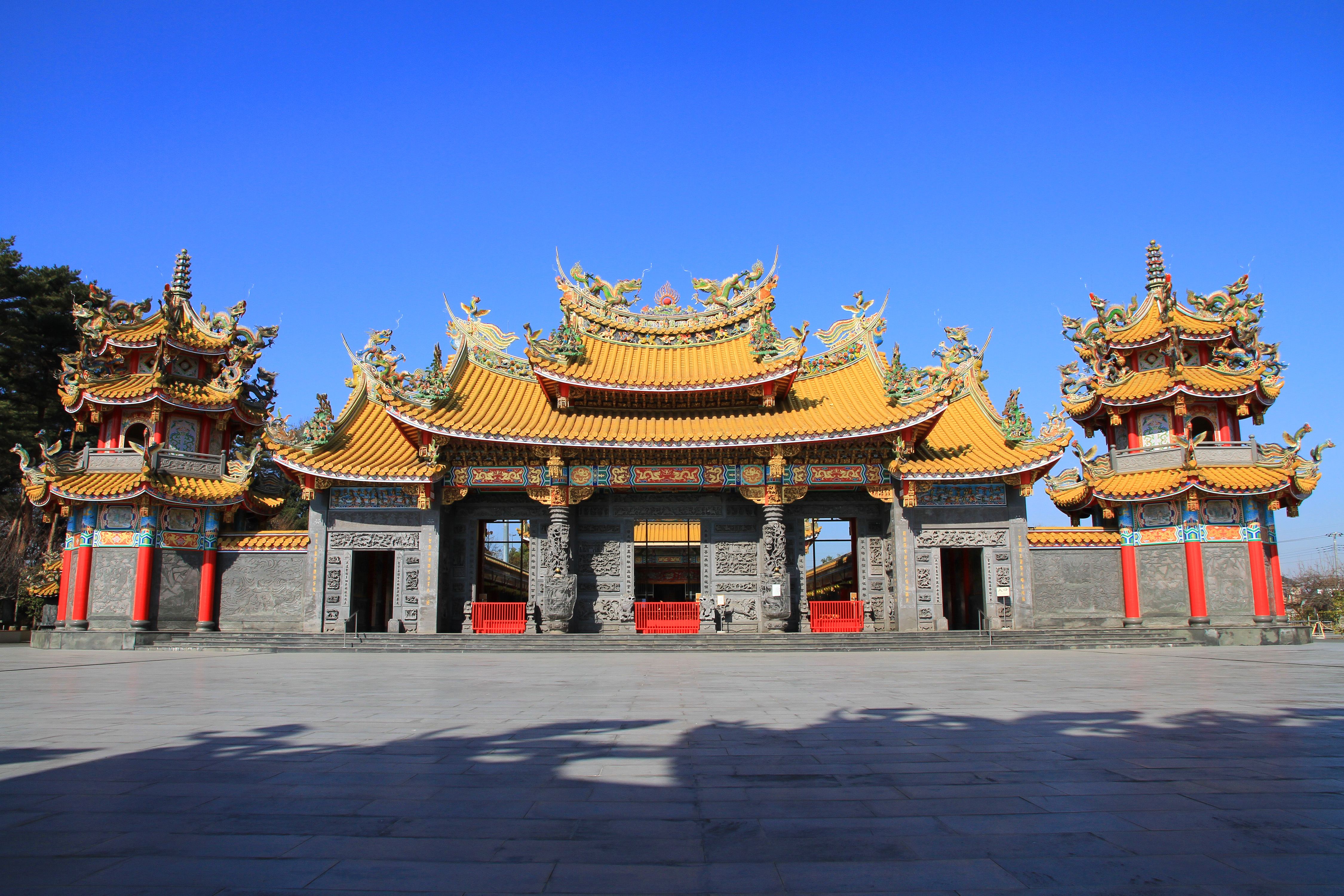
（左から）鼓楼、前殿、鐘楼

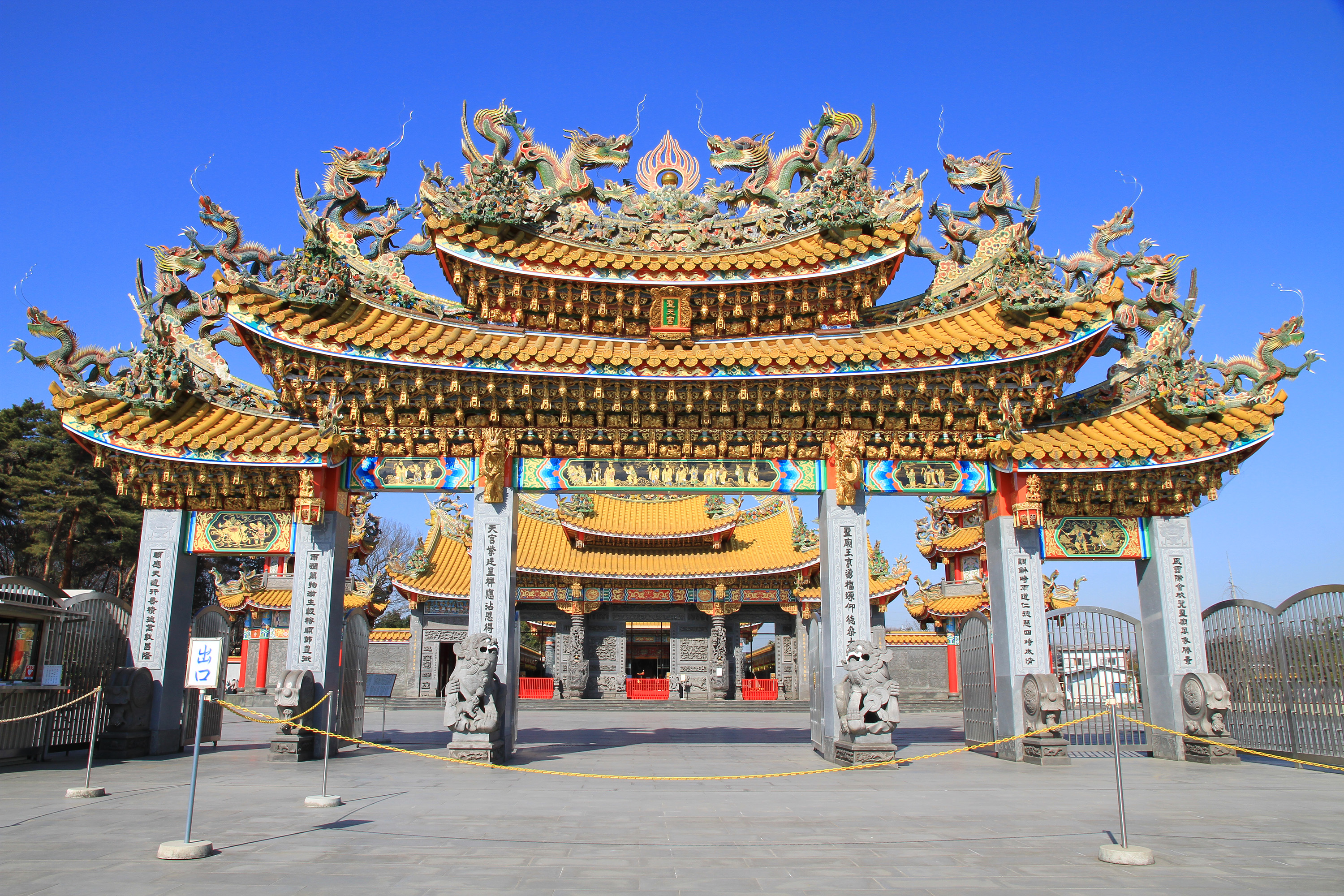
天門

五千頭の龍が昇る聖天宮（ごせんとうのりゅうがのぼるせいてんきゅう）は、日本の埼玉県坂戸市にある、台湾系道教の宮。道教の最高神格とされる三柱の神、三清道祖をはじめとする道教の神々が祀られている。略称・通称は「聖天宮」。
聖天宮は台湾人個人の大病治癒の記念として、私財を投じて建立された。神託により、建立の地として台湾ではなく日本の坂戸市が選ばれたという。台湾から多くの装飾品や調度品、宮大工を手配し、建立に15年を費やし、1995年に開宮した。道教建築として日本最大級。
聖天宮は一般の見学や拝観を受け入れており、来訪者の多くは日本人の観光客であるという。約7,000坪ほどの広大な境内は、太極拳大会などの地域のさまざまな催しに利用されている。また、特色ある建築とゆとりある敷地はテレビ番組の各種ロケ撮影やコスプレイヤーの撮影スポットなどとして人気を集めている。

## 歴史

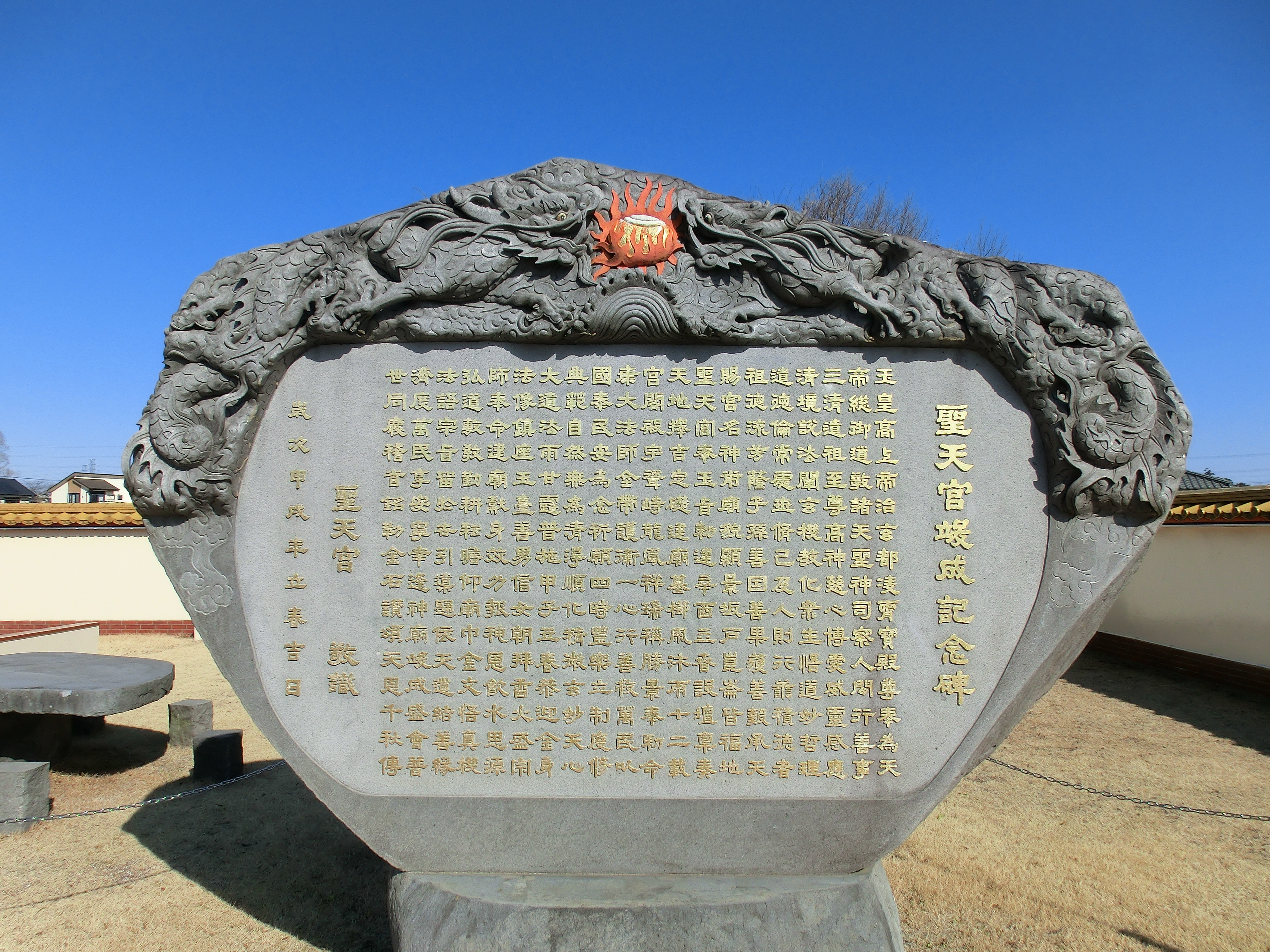
聖天宮竣成記念碑

聖天宮は、台湾人貿易商の康國典（こうこくてん）により、大病治癒の記念として建立された。聖天宮建立の由緒について、境内の案内には次のようにある。
聖天宮建立の経緯については、康の子息への複数紙の取材によると、次のようなものとされる。
台湾の板橋出身の康は、中国大陸とのビジネスで財を成した。康は40代半ばに膵臓関係の大病にかかったが、三清道祖を祀る台北市の指南宮での願掛けにより、七年の闘病生活を経て完治したことから、神へのお礼と、他の人も神の恩賜にあずかれるよう、宮を建てようと思ったという。台湾ではご利益があった際には感謝の気持ちを示すため、廟（小規模な道教の施設）を建てる風習がある。
康は当初、台湾に宮を建てようとしていたが、日本の坂戸に建てなさいという神のお告げを授かった。お告げでは具体的に建立地の地名、聖天宮という名称、社殿の形や方角も告げられたというが、当時の康は坂戸には縁もゆかりもなかったという。創建開始当時の坂戸の当地は、最寄りの若葉駅もなく、宮の前の公道もなく、雑木林と桑畑、農道があるだけであった。造営資金については、康が建て始めたのち、台湾人や日本人から協賛があったという。
聖天宮は宗教法人としては昭和55年(1980)に設立された。社殿は昭和56年（1981）に着工し、15年の歳月を費やして、平成7年（1995）に開宮した。
現在、康國典法師は亡くなり、子息の康嘉文（こうかぶん）法師が聖天宮を管理している。また近年、聖天宮は施設の名称を「五千頭の龍が昇る聖天宮」へと改めた。

## 道教

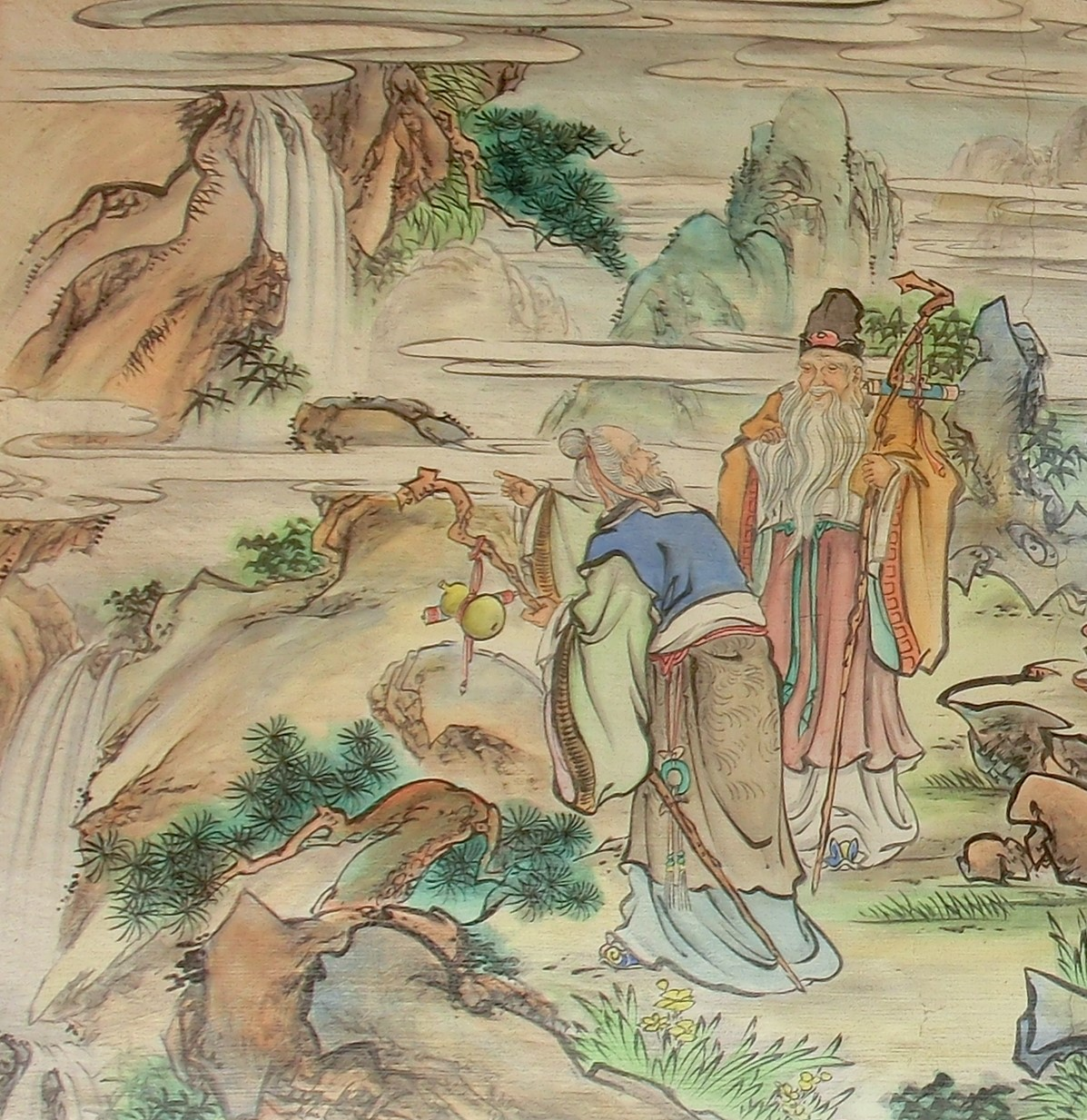
仙人

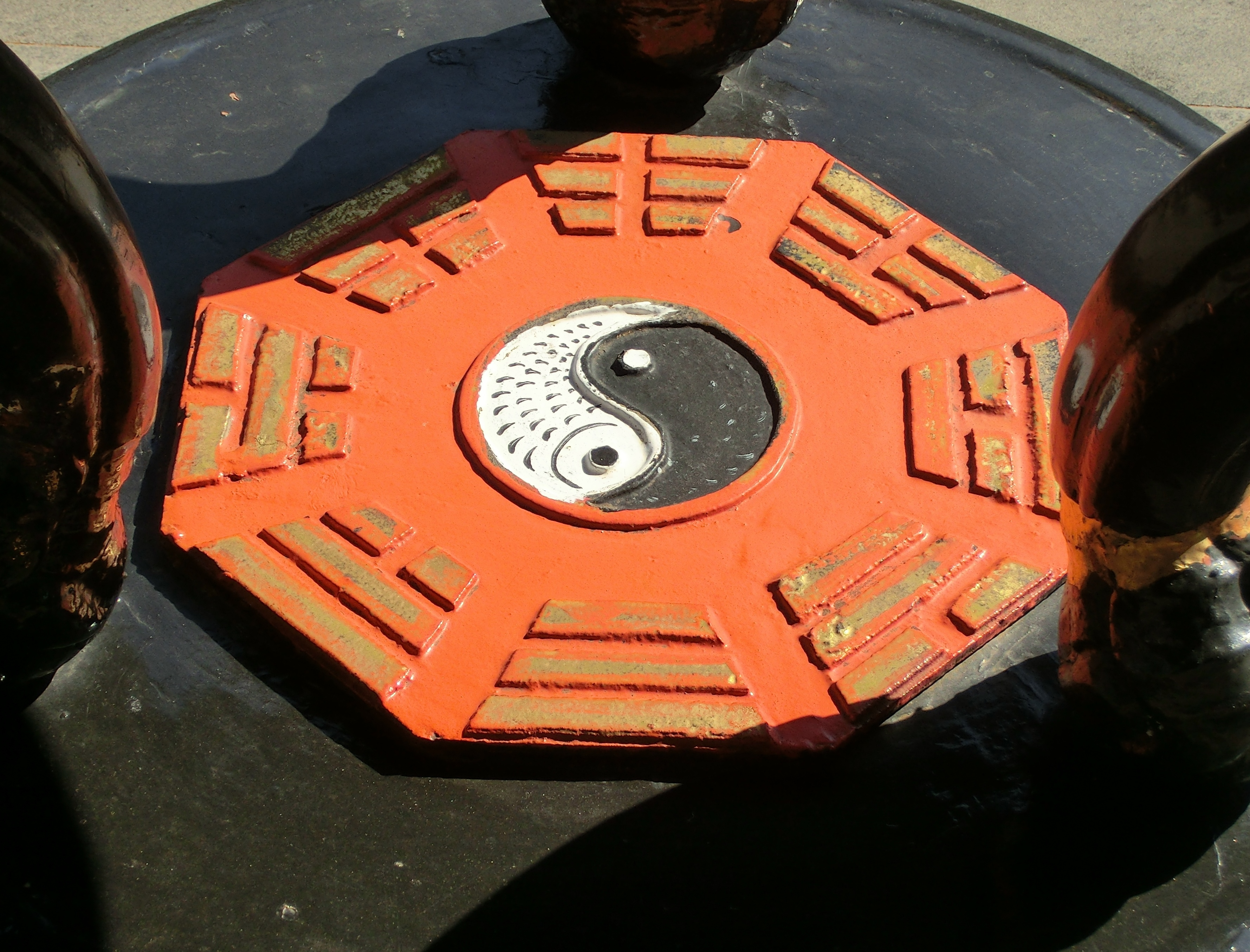
香炉の台座の八卦と陰陽

道教は、古代の中国の民間信仰に起源を持つ宗教であり、中華圏で信仰者の多い三つの宗教（三教：仏教・道教・儒教）の一つ。道教の源流の一つには、神仙を信じ、仙人のような不老長生を希求する神仙思想がある。道教は不老長生を求める神仙術や、符籙（おふだを用いた呪術）・斎醮（神への祭祀）、仏教の影響を受けて作られた経典・儀礼など、時代の経過とともに様々な要素が積み重なった宗教とされる。
道教はその歴史の中で、周辺の文明にも大きな影響を与えた。一例として、道教は神仙思想に基づく、不老不死の霊薬の生成を目指す錬丹術の研究の中で、副産物として火薬を生み出したとされ、人類の文明に大きな影響を与えた。

### 道教と日本
道教の日本への伝来は、儒教・仏教が総合的な文化体系として日本に大きな影響を与えたのに比べると、組織的な形で流入したわけではなく、道教が体系的な構造をもって日本に定着したとはいえない。しかし、思想面では道教の影響を多大に受けており、日本の人々の基本的な世界観の形成に関わってきたとされる。道教を構成するさまざまな要素は日本に伝わっており、特に神仙術・養生思想（心身を整えて強壮・長生を目指す考え方）は早くから日本に流入していた。聖天宮では道教の日本への影響の例として、奈良のキトラ古墳に描かれた四神や、平安時代に盛んとなった陰陽道を挙げている。

### 現代の道教
現在、全世界に道教の信徒を自認する人は3000万人ほどおり、台湾や東南アジアの華僑・華人の間で信仰されている。。中国本国においては宗教禁止政策などにより信徒が激減したが、近年徐々に復興している。西洋において道教は仏教・儒教ほど普及したわけではないが、華人の住む地区には道教信徒コミュニティが多く存在する。日本国内における道教の祭祀施設は、歴史的に華僑が多い長崎市や神奈川県横浜市などに見られるが、埼玉県では珍しい。

## 祭神
1. ・ 「聖天宮」の銘が読み取れる天公炉の全体写真（聖天宮の三文字を収めるのは画角的に無理かも）
2. ・ 押下した参拝記念のスタンプの写真
3. ・ 本殿欄干にある、石製の鬼工球（多層球）のアップ写真
4. ・ 客庁と回廊の境目の扉に描かれた、門神の絵の全体写真
5. ・ 雪化粧をした聖天宮の写真
6. ・ 野菜即売会、太極拳大会などのイベントの写真
7. ・ 線香・金紙と、その説明書きの最近の写真の画像提供をお願いします。（2023年9月）

道教は典型的な多神教であり、無数ともいえる神々が神話に織り込まれている。それら神々のうち、聖天宮では三清道祖、南斗星君、北斗星君、四聖大元帥を祀っている。

### 三清道祖

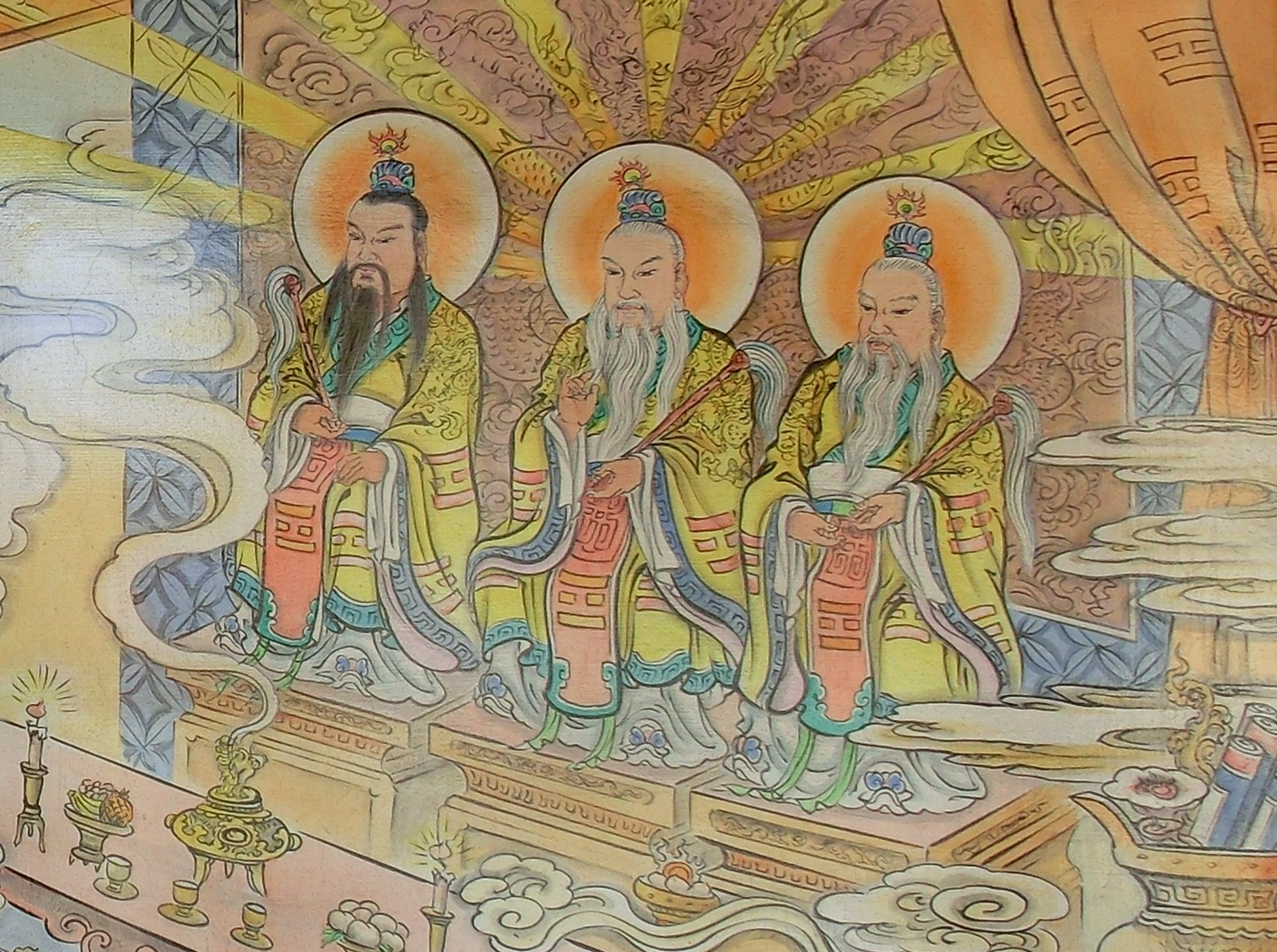
壁画に描かれた三清道祖

聖天宮では主神として、道教における最高神格の三柱の神、三清道祖（元始天尊、道徳天尊、霊寶天尊）を祀っている。三清は道教の世界において、強い信仰を集めている。
道教の宇宙観において、神仙が住まう世界は幾重にも積み重なる「天」であるとされ、元始天尊、道徳天尊、霊寶天尊はそれぞれ天の最も高い境地、「玉清境」「上清境」「太清境」に住まうとされることから、三柱を総称して「三清」、また、三柱は道教における全ての始まりであることから「道祖」と称される。なお、ここで言う「道祖」は、日本における「道祖神」と意味合いが異なる。
元始天尊
元始天尊（げんしてんそん） は道教の創造神話において天地を開いた、万物の成り立ちを司る神。多く、元始天尊は道教における最高神とされる。
ご利益：病気平癒、商売繁盛、遷移安全、財帛安寧、危難消沈、合格成就
道徳天尊
道徳天尊（どうとくてんそん）は万物を導く「道（宇宙自然の普遍的法則や道徳的な規範などの根源）」を司る神。老子として現世に降臨し、道徳を説いたとも伝えられる。なお、聖天宮では老子を含む三清について、すべて伝説上の存在であり、実在はしていないとしている。
ご利益：子女孝行、夫婦円満、兄弟剛義、君信号力、良縁成就、交友良好
霊宝天尊
霊寶天尊（れいほうてんそん）は、聖天宮によると、万物に魂を授け、精神の調和を司る神。
ご利益：魂魄調和、精神安寧、精神集中、怨霊除去、激情制御、怨念消沈

### 星君
道教においては、空の星々にはそれぞれ神が宿っていると考えられており、この神を星君と呼ぶ。聖天宮では北斗七星を神格化した北斗星君、南斗六星を神格化した南斗星君を祀っている。
北斗星君
北斗星君（ほくとせいくん）は万物の死を司り、死する先を決する神。
ご利益：健康長寿、衰萎防止
南斗星君
南斗星君（なんとせいくん）は万物の生を司り、生する先を決する神。
ご利益：安産子授、良好受胎

### 四聖大元帥
四聖大元帥（しせいだいげんすい）は、東西南北の災いを封じる四柱の神。
ご利益：国泰民安、護国保法、豊作大漁、五穀豊穣
台湾の道教の施設は道教の神と一緒に観音菩薩も祀られるなど仏教の要素と習合しているところが多いが、聖天宮は道教の神だけを祀っている。

## 見学・参拝

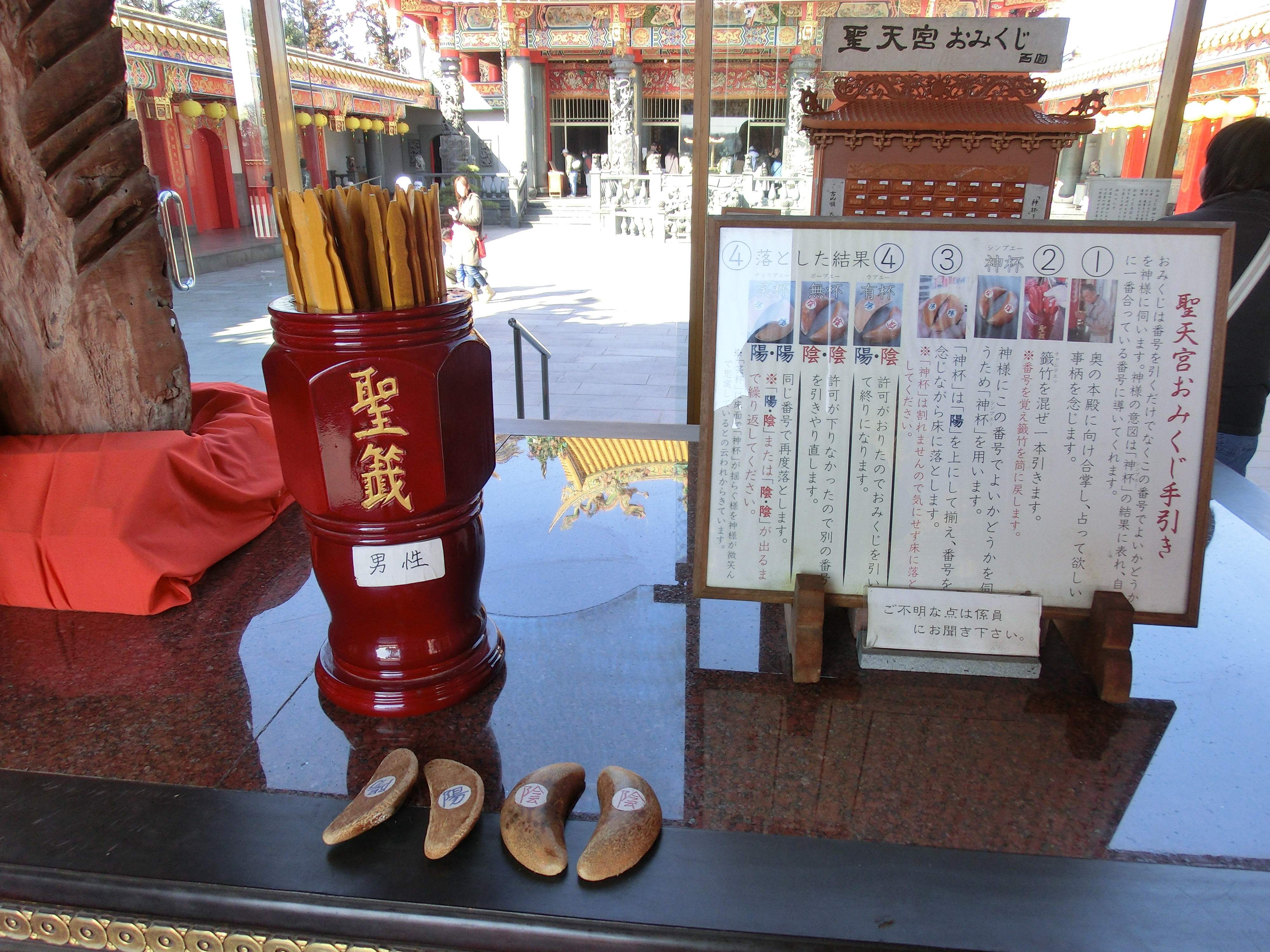
聖天宮のポエとおみくじ

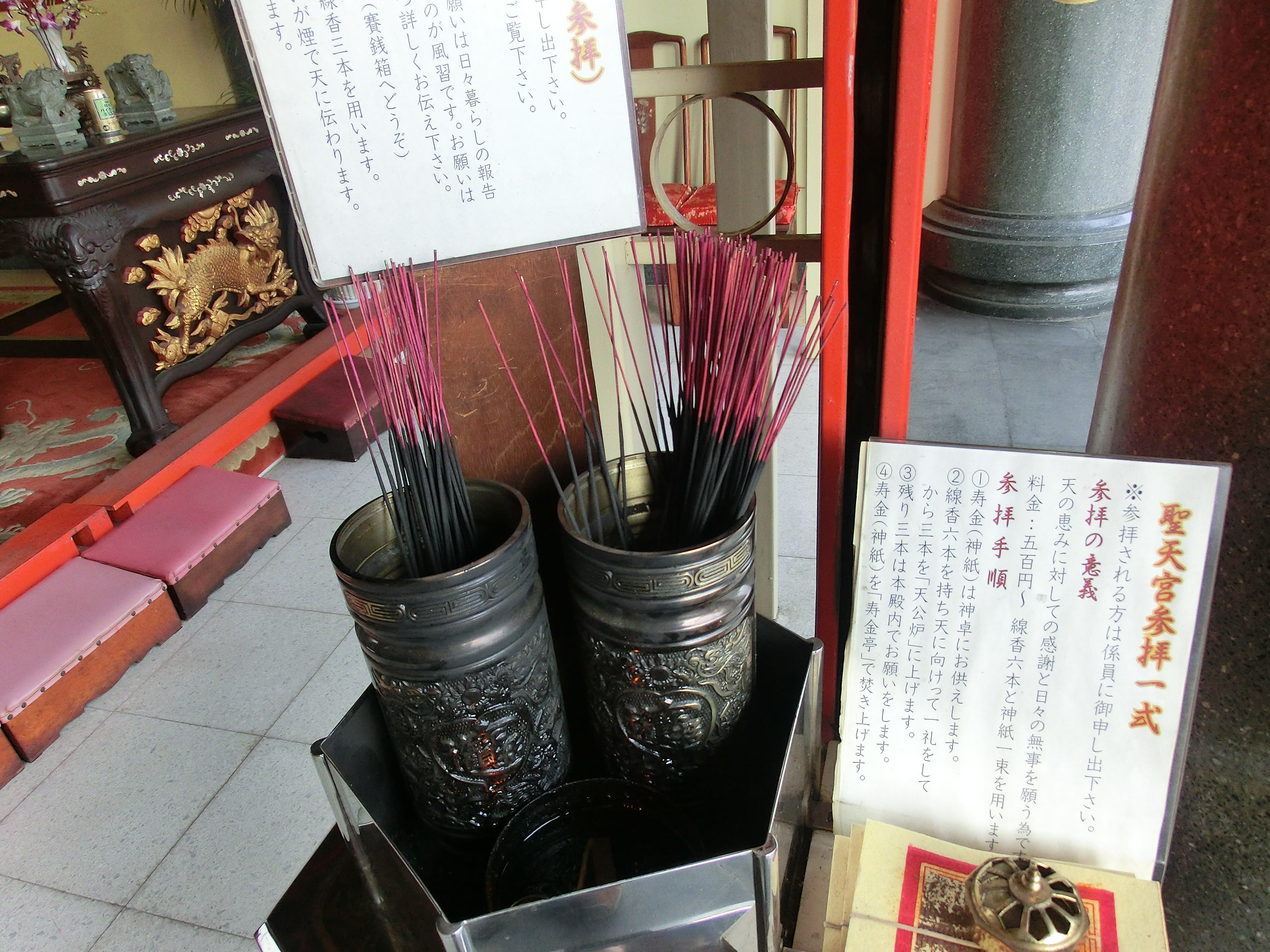
聖天宮の線香と寿金（神紙）

聖天宮は開宮当初から一般公開され、一般客の見学・参拝を受け入れている。境内では神意を尋ねるための道具「シンプエー（ポエ）」を使ったポエ占いや、35センチメートルと長い線香を使った祈願、神に捧げるための模擬紙幣「寿金」の焚き上げなど、道教式の参拝を体験できる。聖天宮では道教の様式に沿って参拝することを推奨しており、希望すれば常駐する説明員から、道教式の参拝作法について説明を受けることができる。日本の一般的な神社仏閣の参拝との違いには、次のようなものがある。
- 願掛の際には火のついた線香を掲げ神前に跪き、住所・生年月日・氏名の自己紹介に始まり、願い事を具体的に事細かく伝える。線香が長いのは、願掛けの途中で火が消えないためである[1]。
- 供物を受け付けているが、台湾での習慣に従って参拝後に持ち帰り、食べることによってご利益があるとされる[19]。
- おみくじは半月形の木板「シンプエー」2枚を床に落とし、木板の表・裏（陰・陽）が対になるとおみくじを引くことができる（陰・陰は「引き直し」、陽・陽は「許可待ち」）[1][19]。引き終わったくじは台湾では持ち帰って読み直すものとされるが、聖天宮では境内の柱に結びつけても良い。
- 御朱印は無い（参拝記念のスタンプがある）。

聖天宮の来訪者のほとんどは、珍しい道教の建築物を見たり参拝を体験したりするために訪れる日本人で占められている。聖天宮としては、地域に根づいて、憩いの場として一般の人が多く来てくれるように活動していきたいと考えているという。一方、聖天宮は個人的な理由で建てられた宮であり、また宣教・布教を目的にしているわけではないとして、道教の布教活動等は行っておらず、檀家もないという。
聖天宮では台湾出身者たちの拠り所になることは目指しておらず、近辺には台湾関係の店や台湾人コミュニティもない。管理人の法師曰く、台湾から日本に来たのなら日本の観光地に行くだろうという。境内には中国語の案内は無く、公式ウェブサイトも日本語のみ。
境内には飲食店はないが自動販売機があり、タピオカミルクティーや豆漿、皮蛋、鳳梨酥などの台湾の軽飲食類と、お守りなどが販売されている。

## 建築

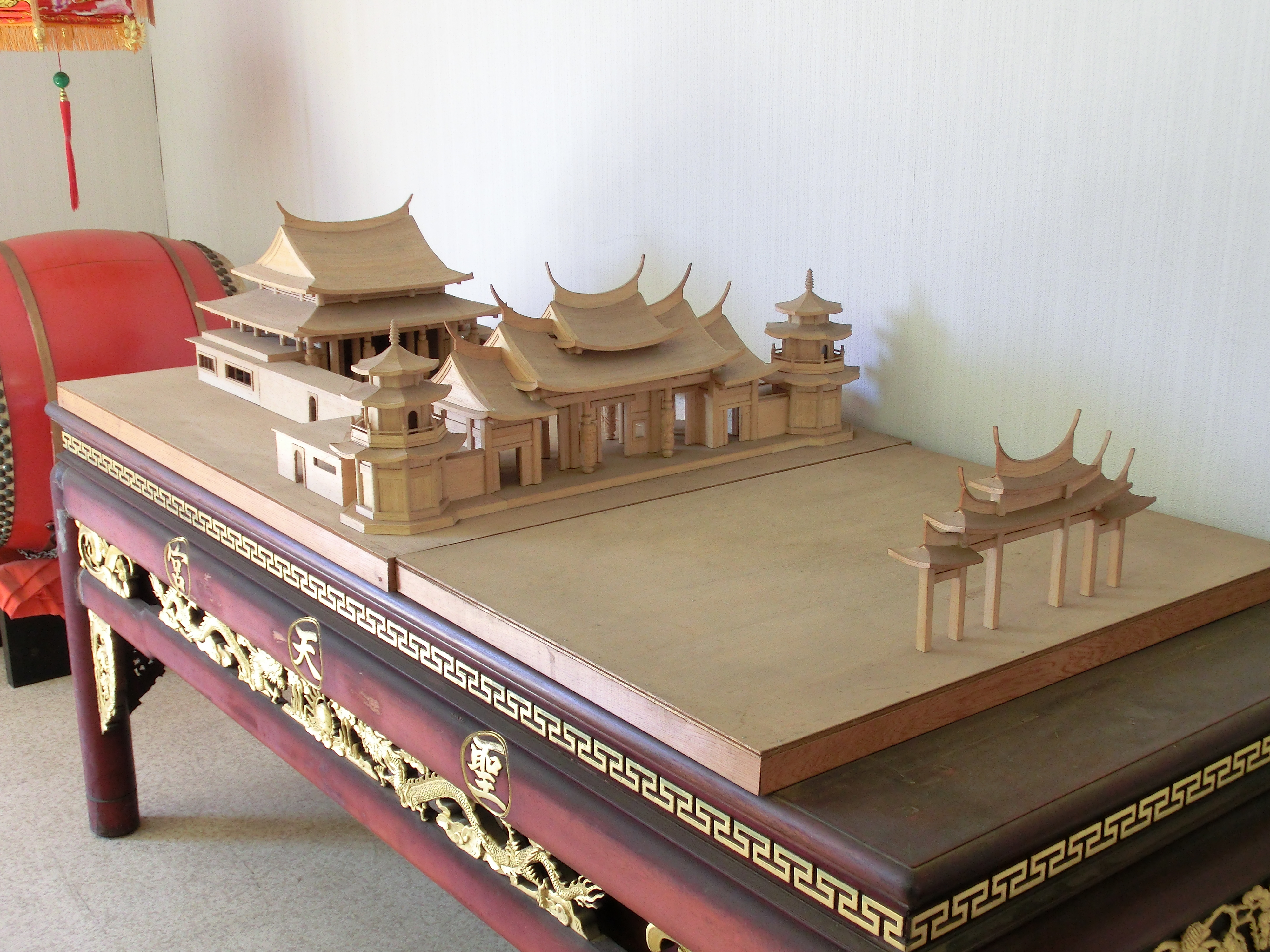
聖天宮の建築模型

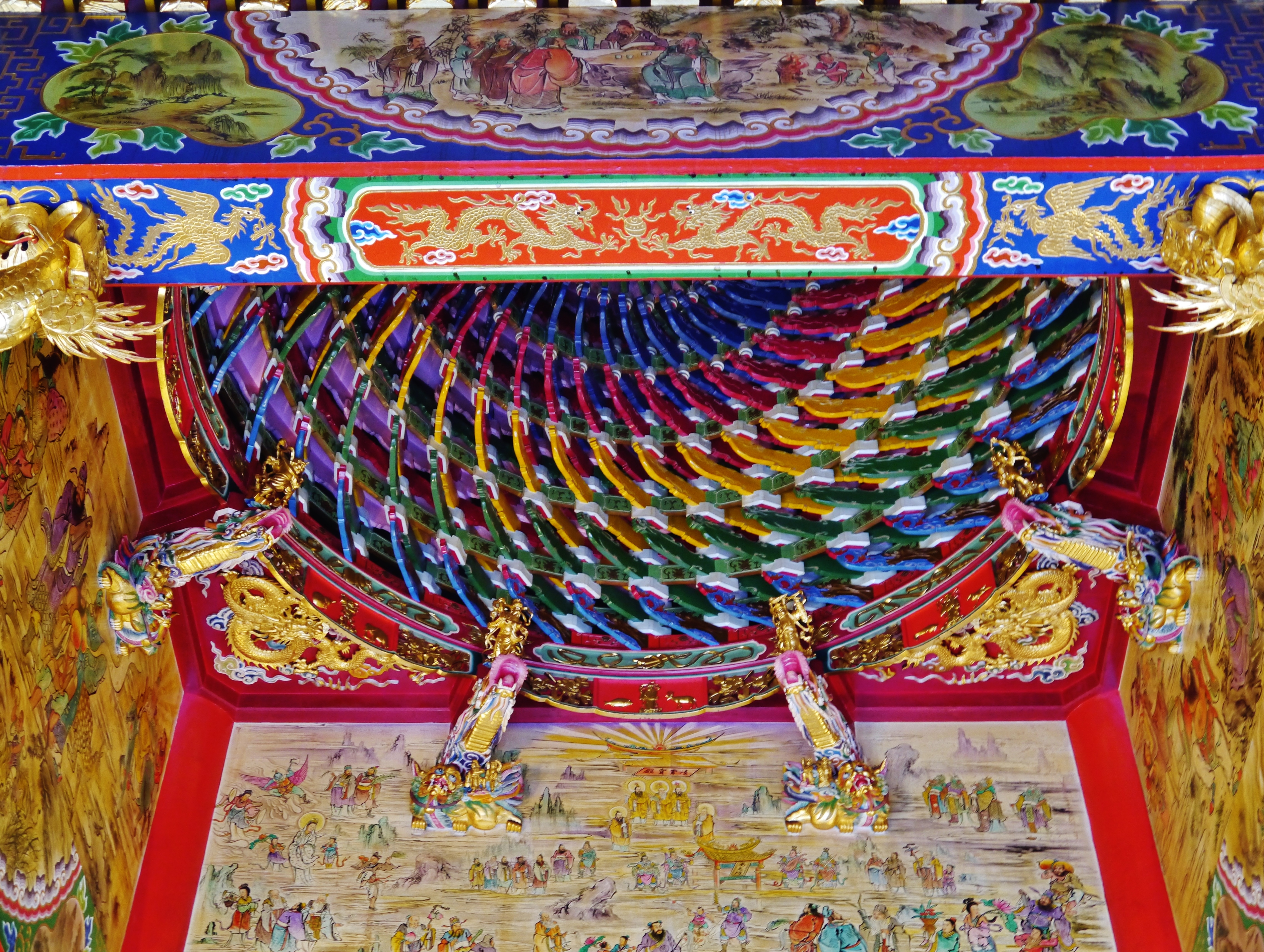
本殿の太極天井

聖天宮は道教建築・台湾建築として日本で最も規模が大きいものの一つ。聖天宮の敷地は約7,000坪あり、社殿の大きさは幅50メートル、高さ25メートルある。管理人によると、関帝廟や媽祖廟などの日本にある道教の施設の中では聖天宮が一番大きいとしており、拓殖大学台湾研究センター長の丹羽文生教授は聖天宮を横浜関帝廟、横浜媽祖廟と比較し、「規模と豪華さは聖天宮が明らかに勝っている」と評している。
造営にあたっては、本格的な道教の宮として建造されるよう留意された。聖天宮の社殿は台湾にて着想・設計され、装飾品や調度品の多くは台湾で製造し、建材とともに日本へ海運された。
康嘉文法師によると、台湾の宮大工はそれぞれ専門分野が特化しており、石は石だけ、木は木だけ、金箔は金箔師だけと、全て役割分担されており、各分野で一流の大工を探して、日本に招いて建立したという。現在も修繕作業には台湾から宮大工を呼んでいる。
台湾の大手ニュースサイト、今日新聞は聖天宮を取材し、「どの観点から見ても台湾の廟であり、社殿や神像、おみくじの筒から屋根の宝塔に至るまで日本建築らしさは少しも見られず、台湾のどこかの廟をそのまま日本へ移築したように感じられる」と記している。
建築費については非公開とされるが、建材の運搬費のみでも数億円がかかったという。
聖天宮の主な施設として、本殿、前殿、天門、鼓楼、鐘楼、客庁、行事場、中庭、前庭、寿金亭、外苑・休憩所がある。
聖天宮は後述する燕尾脊や藻井といった建築様式から、剪粘や龍柱といった装飾品まで、台湾の寺廟では一般的に見られるものだが、日本においてはほとんど見ることのできない稀少なものばかりである。今日新聞は「台湾では珍しいものではないが、日本にあれば自然と人々の関心を引くのだろう」としている。
以下では、聖天宮が見どころとする箇所、台湾の寺廟装飾の見どころとされる個所をいくつか説明する。
燕尾脊

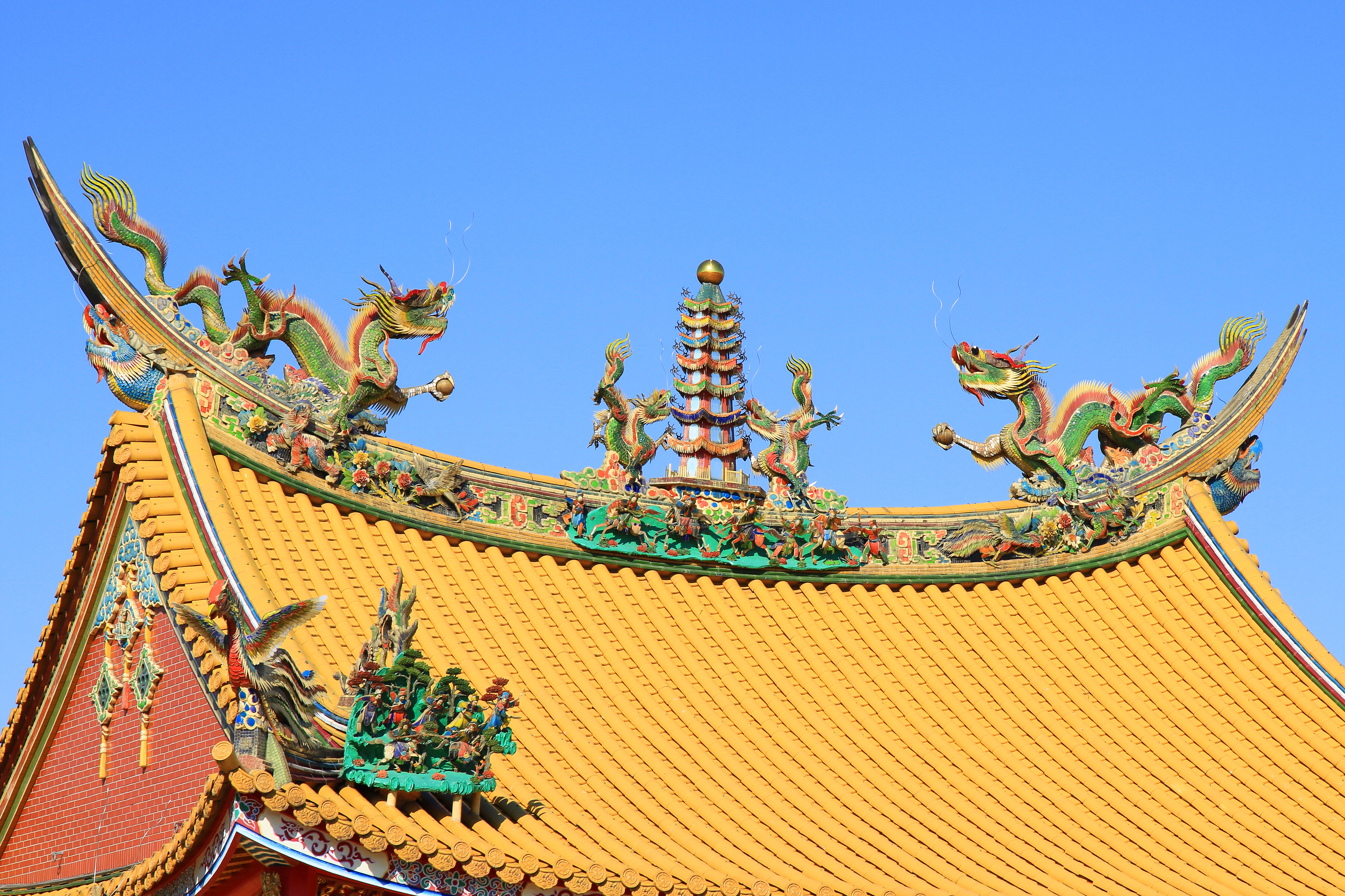
本殿屋根の燕尾脊

燕尾脊とは、建築物の主稜線がやや上向きに湾曲し、両端が盛り上がってフォーク状になった、燕の尾のような形状の屋根の妻側の造形。燕尾脊は閩南、台湾、ベトナムなどの建築物によく見られ、国内では長崎孔子廟、新宿御苑の台湾閣などで使われている。聖天宮では天門、前殿、本殿のいずれの屋根も燕尾脊になっている。

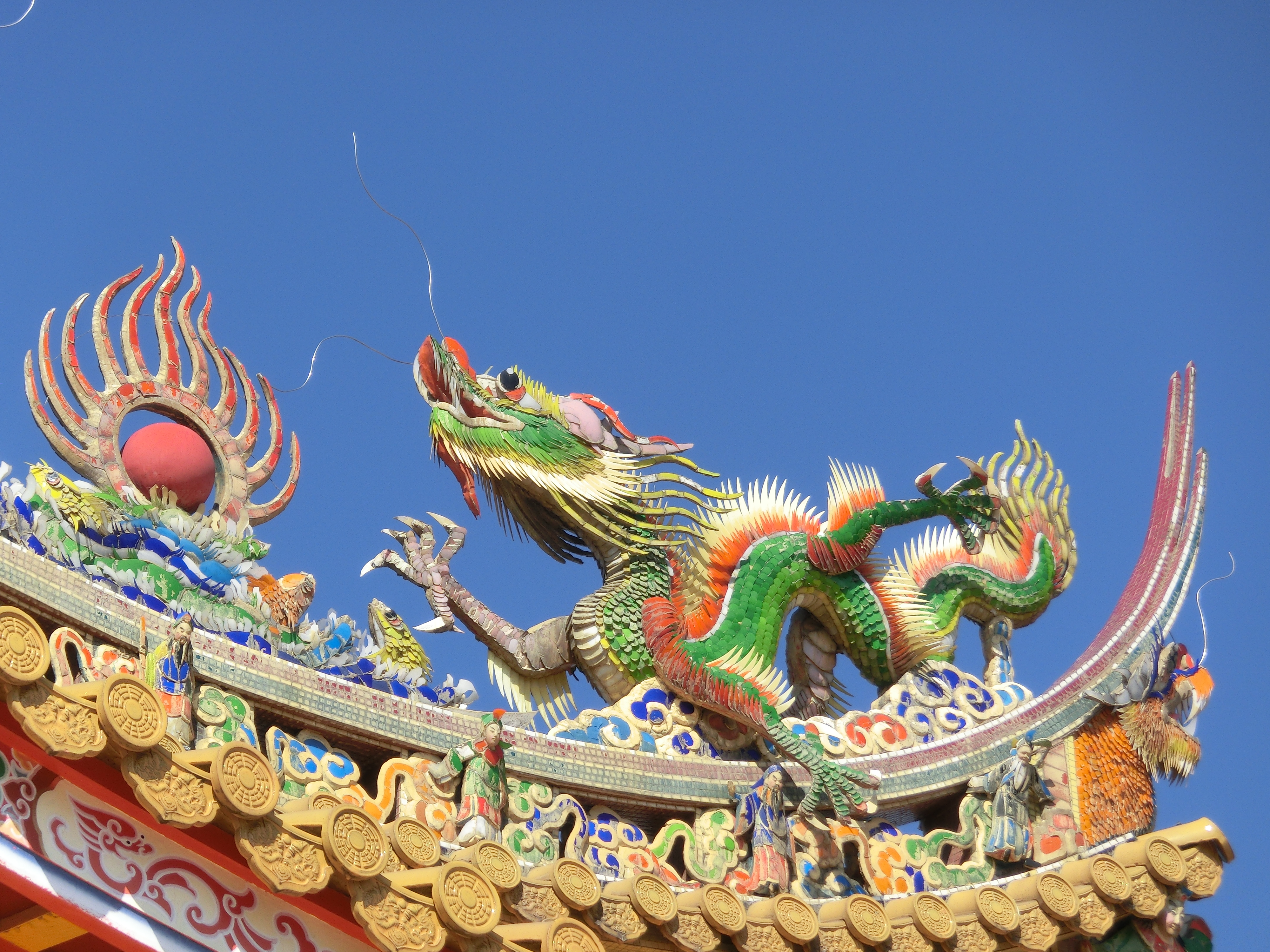
剪粘の龍

屋根飾り
聖天宮の屋根瓦の黄色は、黄河文明で中心を意味する。瓦屋根には数々の装飾が施されている。龍が多く、鳳凰や麒麟の彫像もある。これら屋根飾りの多くは中国南部に発祥し、台湾やベトナムなど周辺地域に伝わる剪粘という伝統技術によって作られている。剪粘では鉄線などを芯に形作った石膏に、色鮮やかな陶片やガラス片を接着・象嵌して作られる。剪粘は絵画の色彩と彫刻の立体感を兼ね備え、長年の風雨や潮風に晒されても退色しにくい。聖天宮の屋根飾りはほとんどが剪粘によるが、一部に交趾焼（嘉義焼）など、他の手法によるものも利用されている。

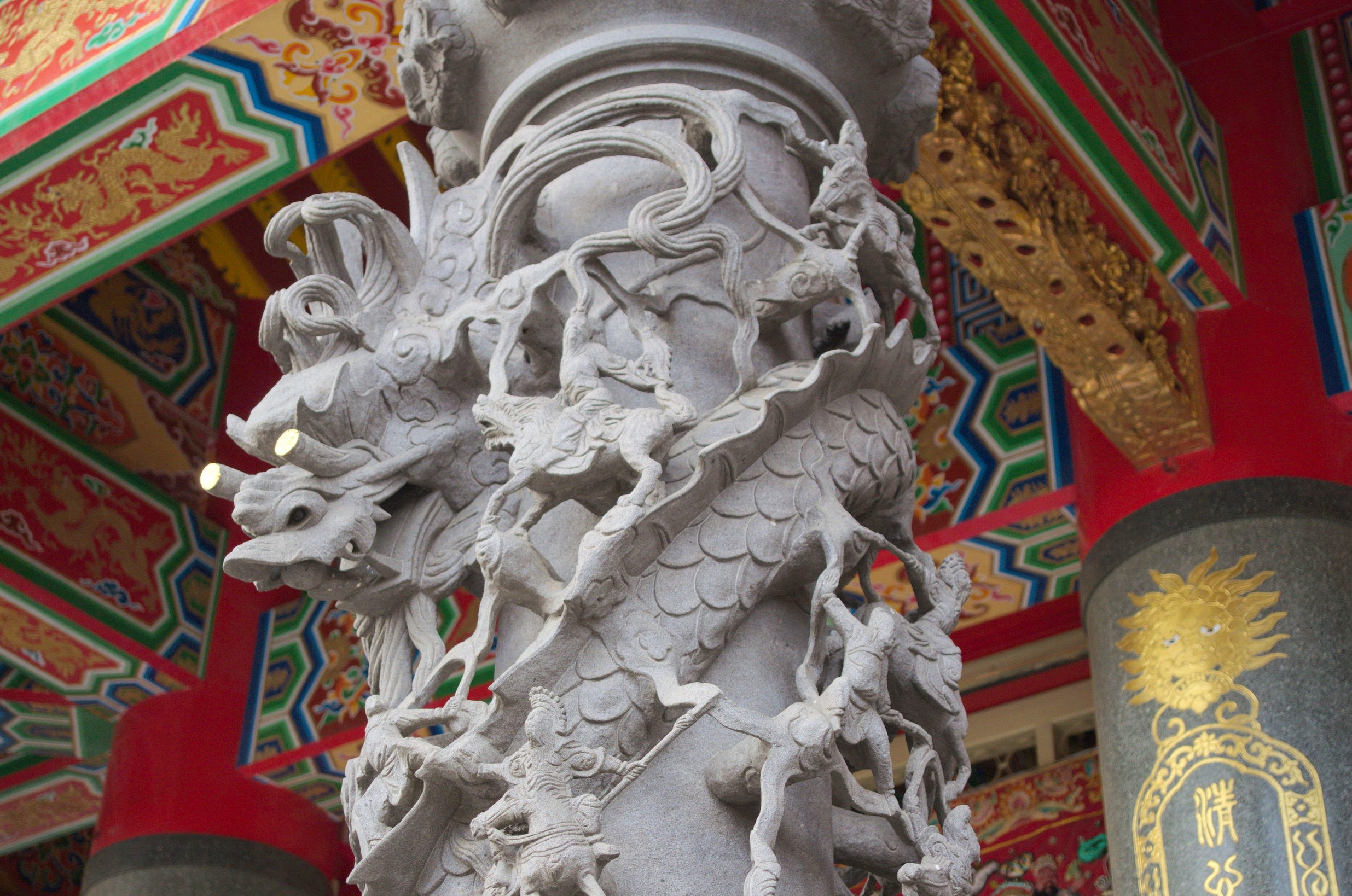
本殿を支える龍柱

石細工
聖天宮では、台湾新北市の観音山の観音石からなる石材が壁や柱、石獅子などに数多く使われ、そのいずれにも緻密な透かし彫りが施されている。特徴的なものの一つが龍柱であり、高さ５メートルになる一塊の石材から柱が切り出され深い透かし彫りがされている。聖天宮には計8本の龍柱があり、いずれもデザインが異なる。多数の龍をあしらったもの、龍と鳳凰を配したもの、滝登りをする鯉、梅や牡丹などの吉祥物を彫ったものなど。

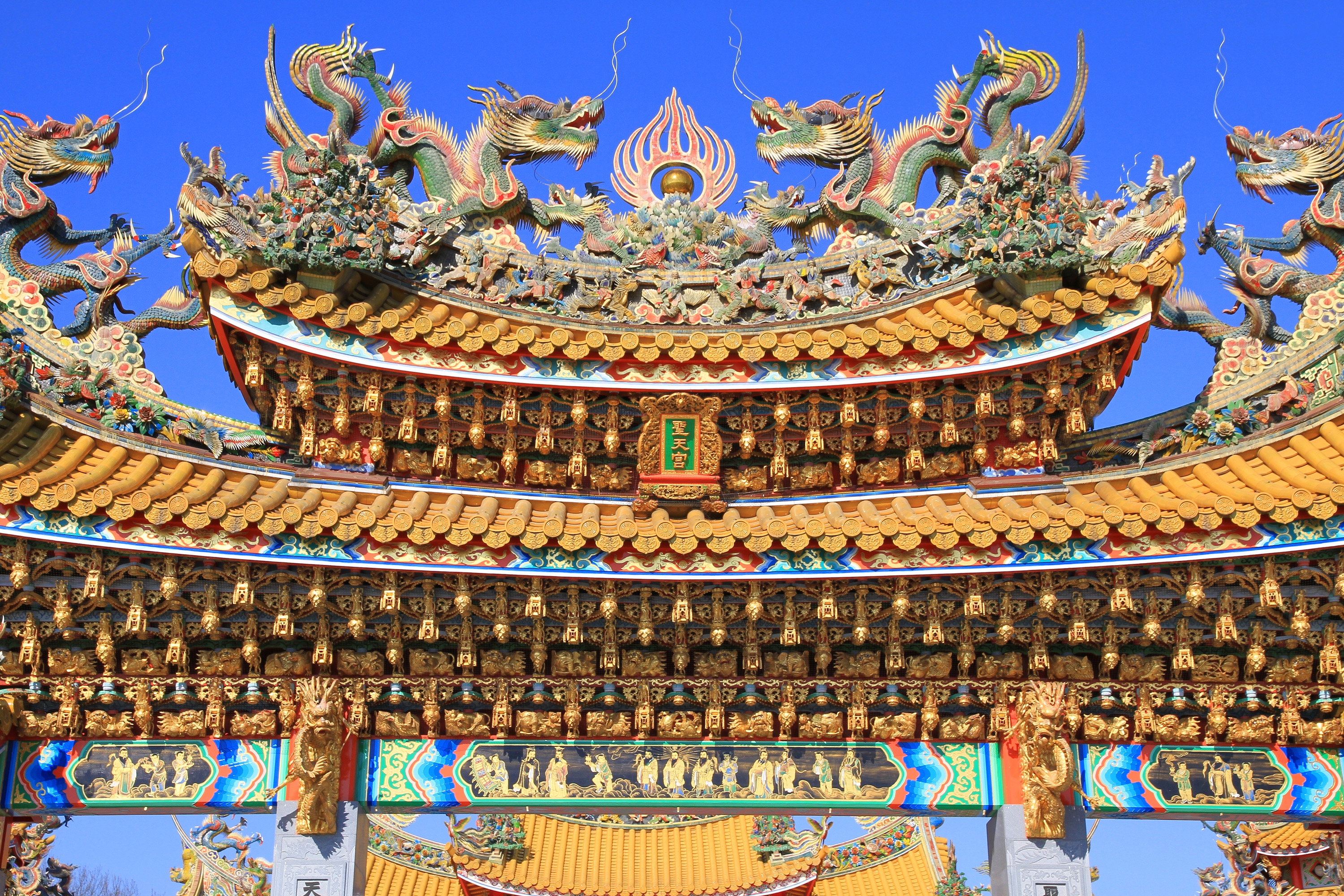
天門の網目状の組物

組物
組物とは中国由来の伝統的な木造建築において、屋根を支えるために柱頭に設ける部材の一群であり、寺社建築の見どころともされている。聖天宮では随所に日本では見られない木組みを見ることができる。
藻井
聖天宮の組物において大きなの見どころの一つはドーム天井（藻井）である。藻井とは古代中国建築で屋根として使われていた木造の装飾建築物であり、宮殿の玉座や神殿の祭壇の上に建てられるドーム状の構造物。起源は洞窟時代の住居の構造とされ、後代に中国文化圏の宗教建築に見られるようになった。藻井は宗教建築において、もっとも技術を要する場所の一つとされる。聖天宮には前殿と本殿で二つの藻井があり、前殿の八角形の藻井では八卦を、本殿の螺旋の藻井では太極を表現している。
前殿の八卦天井では、一万点以上の部品に金箔による彩色を施し、釘を使わずに組み上げられている。聖天宮によると、「当たるも八卦当たらぬも八卦」というように、八卦の下でおみくじをするのが正式であるとしており、八卦の下でおみくじをするとよく当たるという。本殿の太極天井の太極はすべての始まり、宇宙の始まりを表し、その下に神が鎮座していることで、本殿全体の構図として神の世界より全ての始まりである「太極」が渦を巻き、やがて「陰陽」、「八卦」、「森羅万象」へと移り行く伝説を立体的に表しているという。

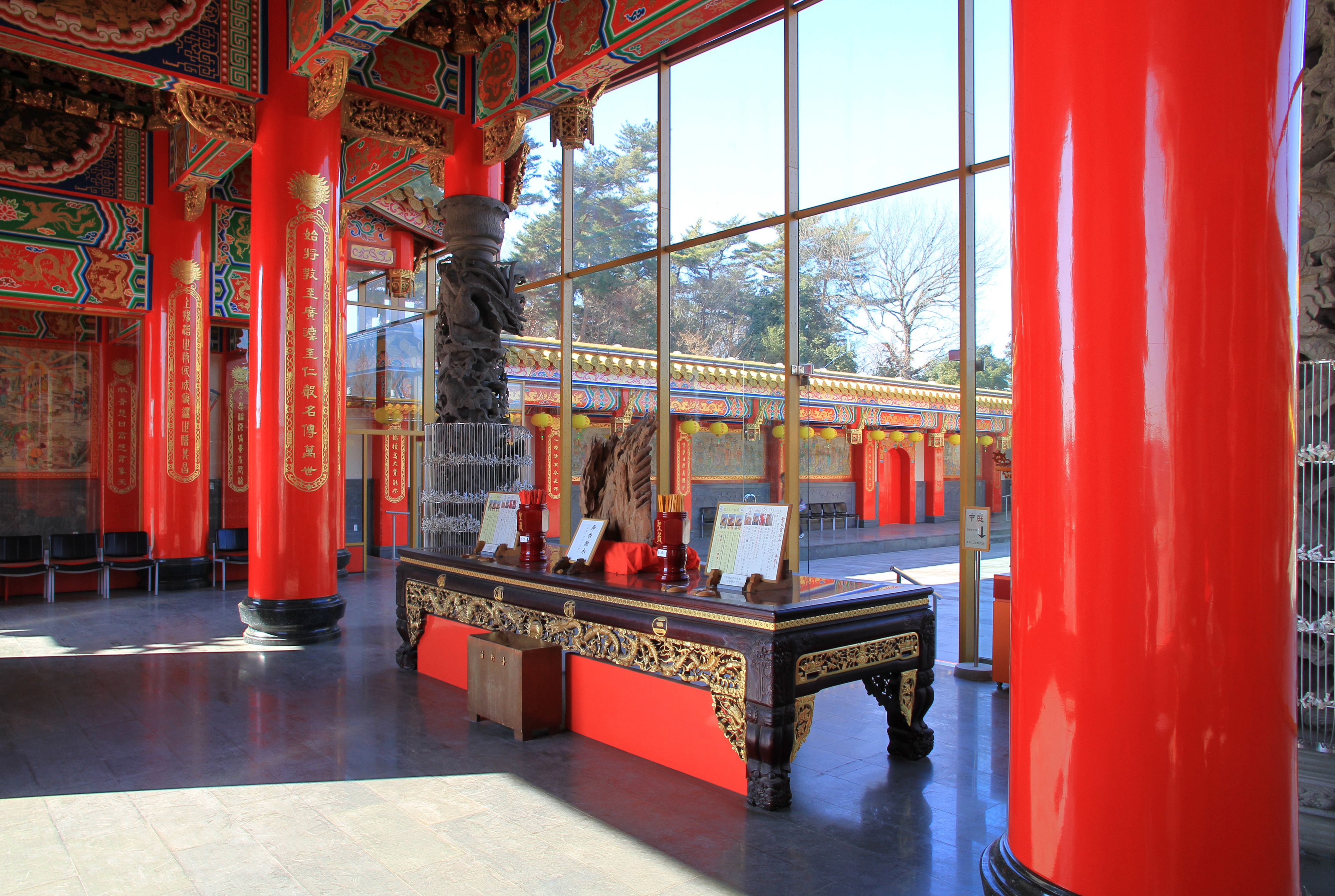
前殿の内部
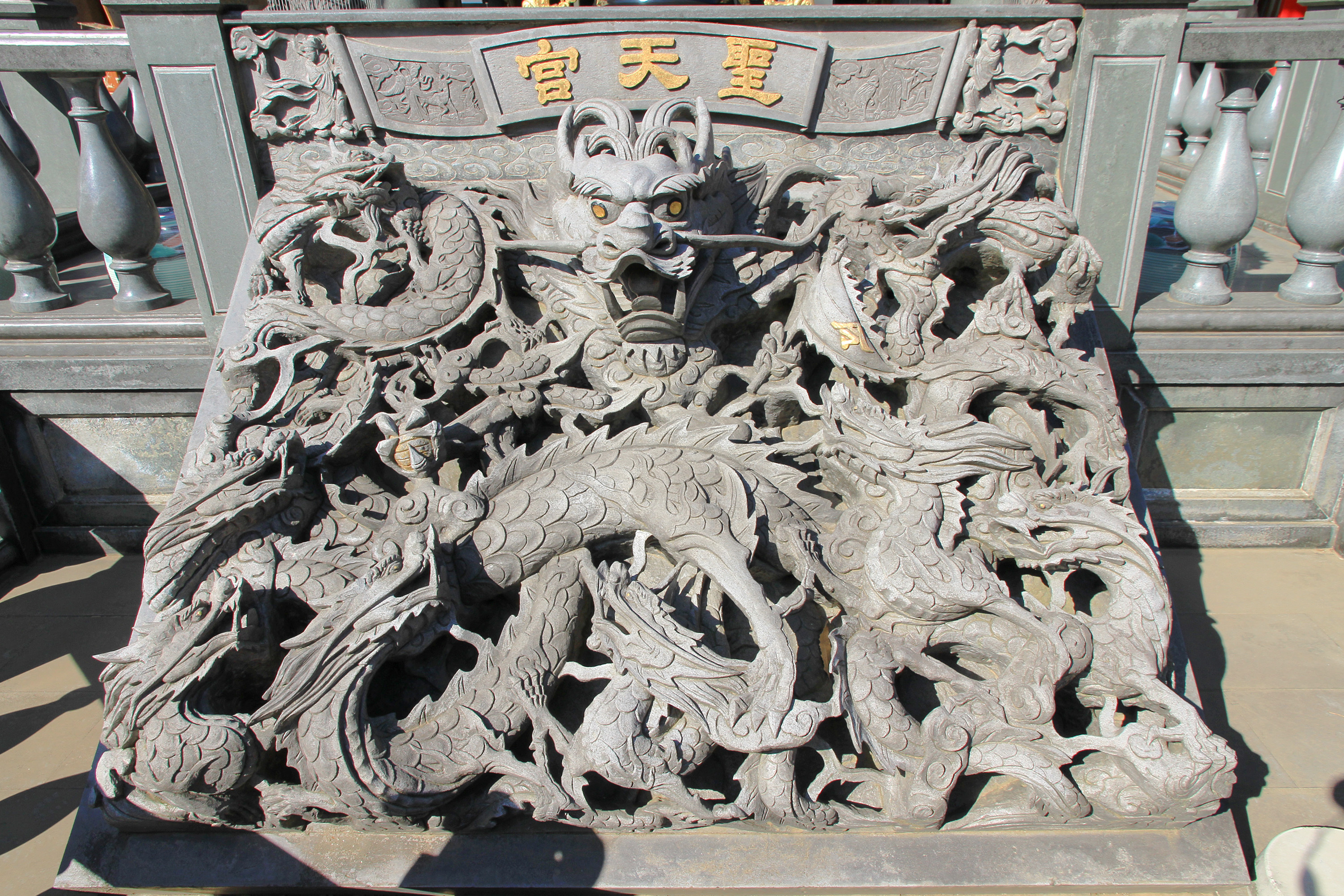
九龍網（きゅうりゅうもう）
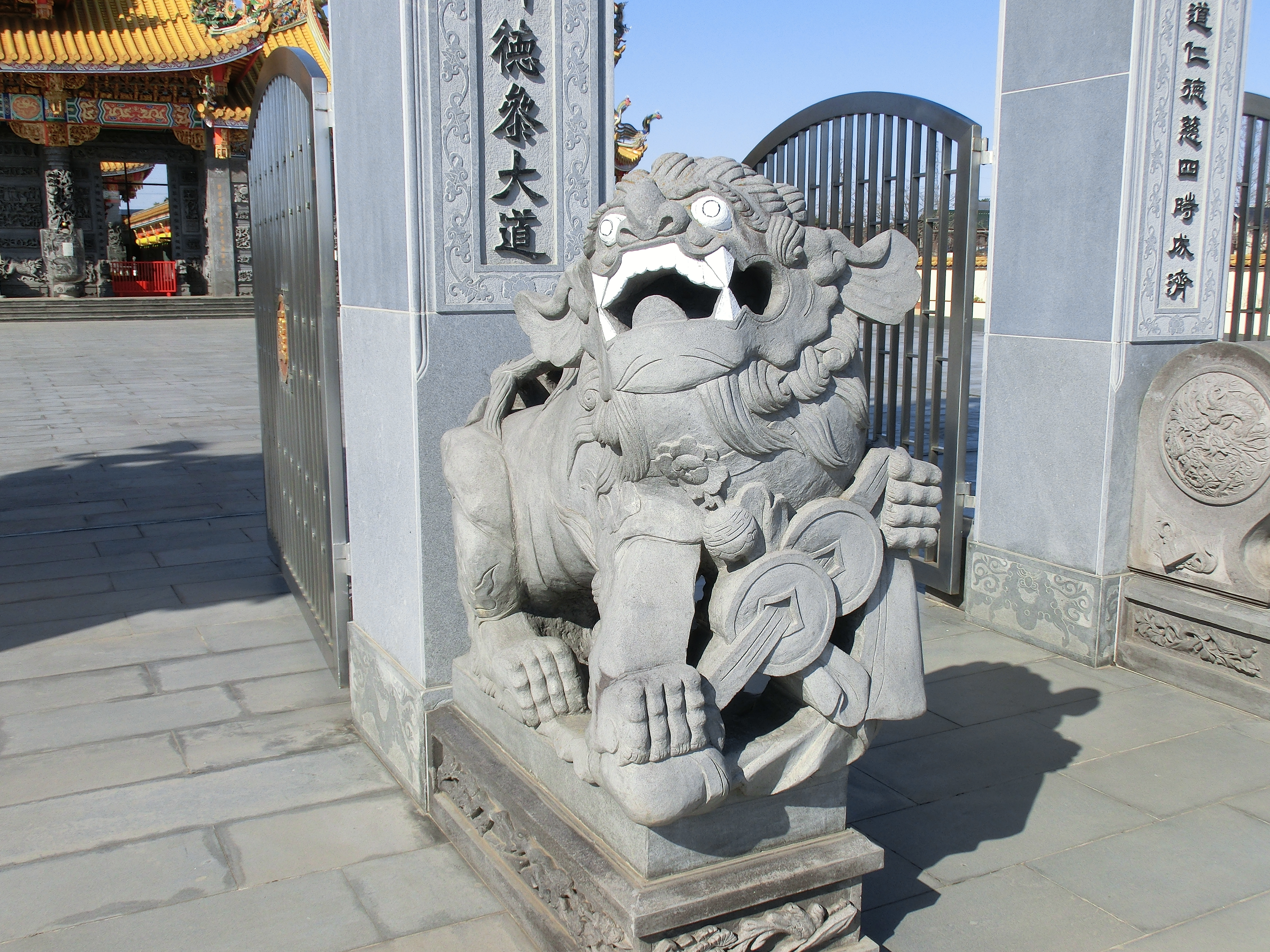
石獅子
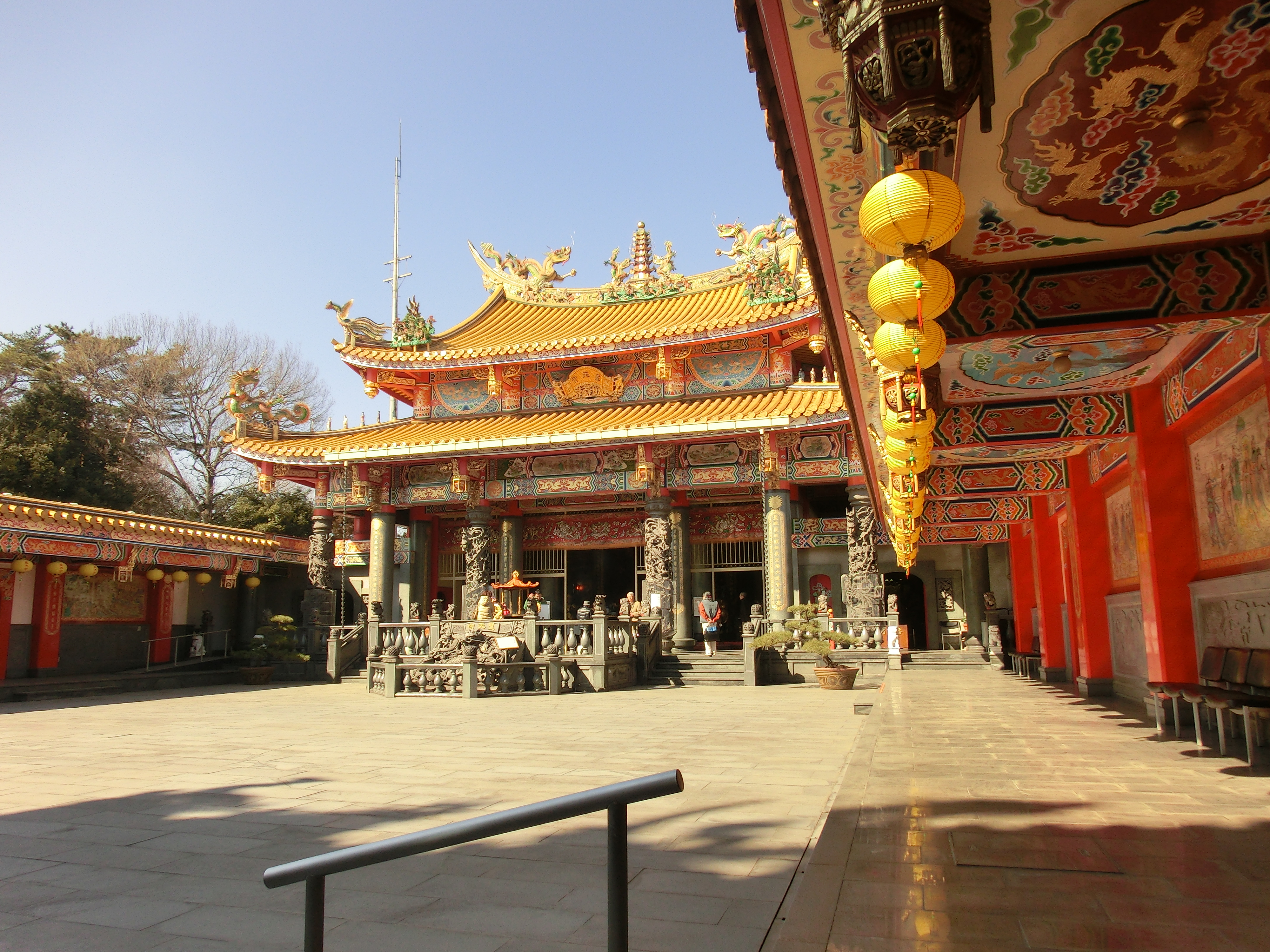
中庭と本殿
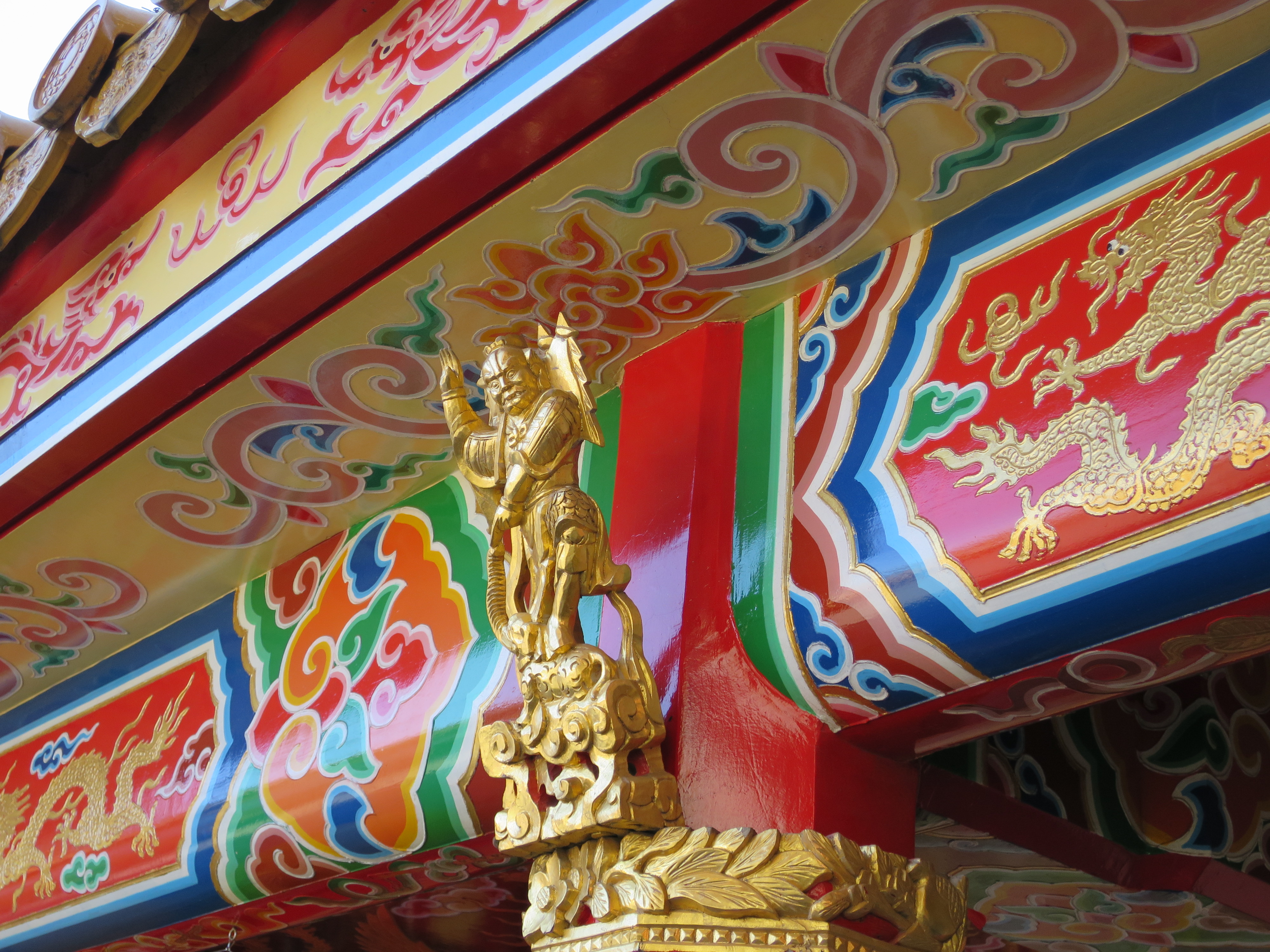
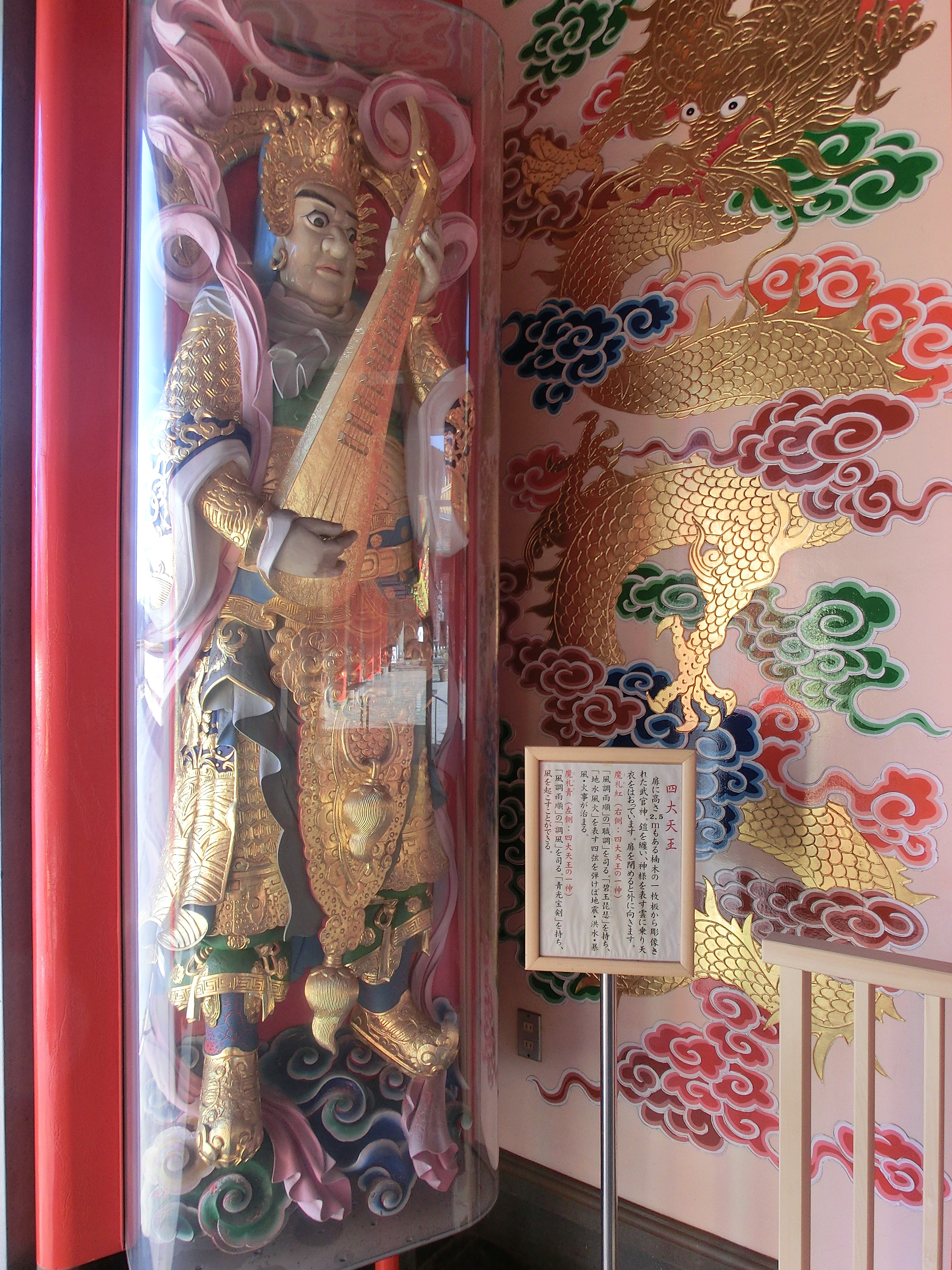
木彫の門神、四大天王の魔礼紅
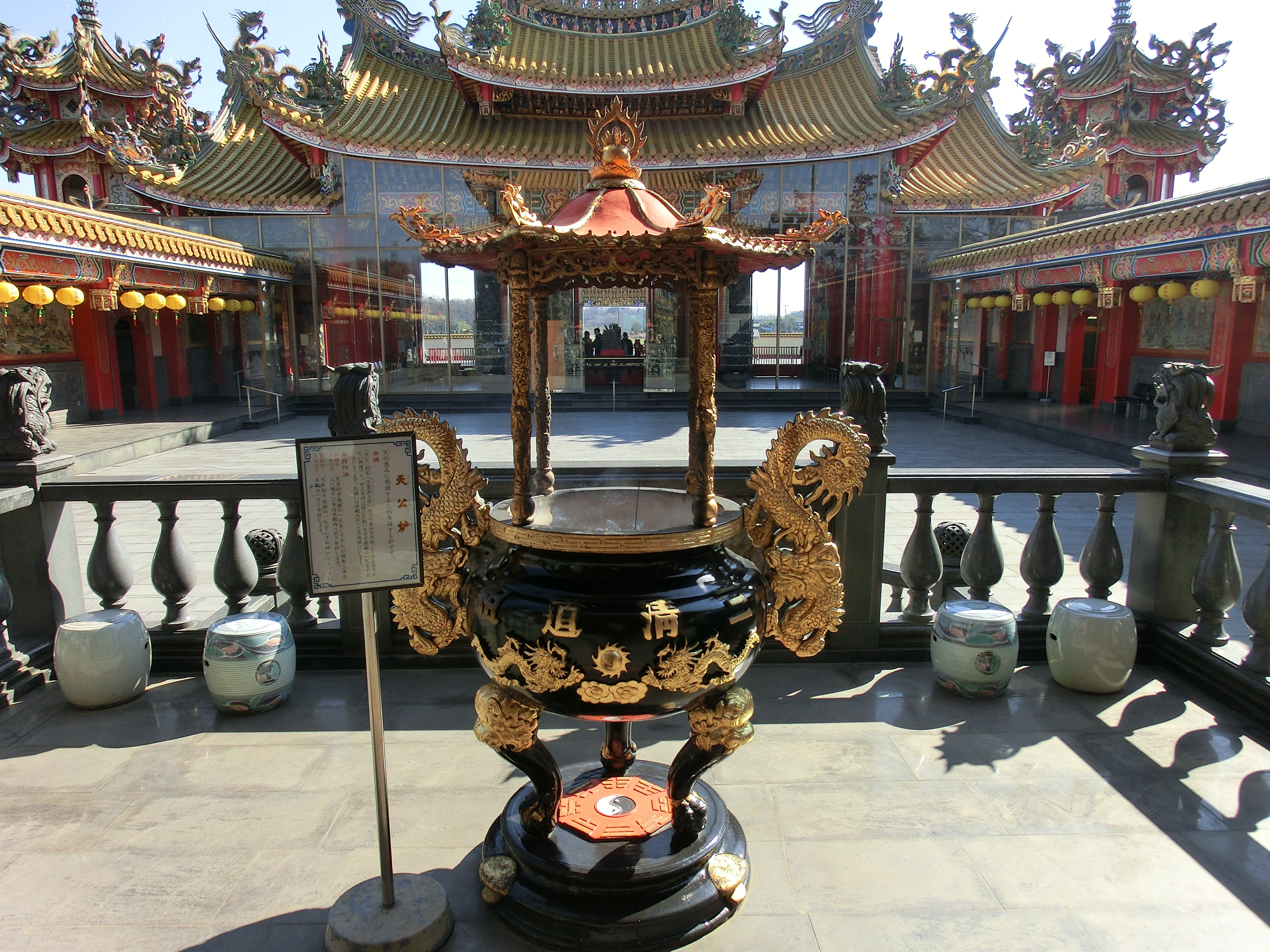
玉皇大帝を象徴する香炉、天公炉

## 年間祭事

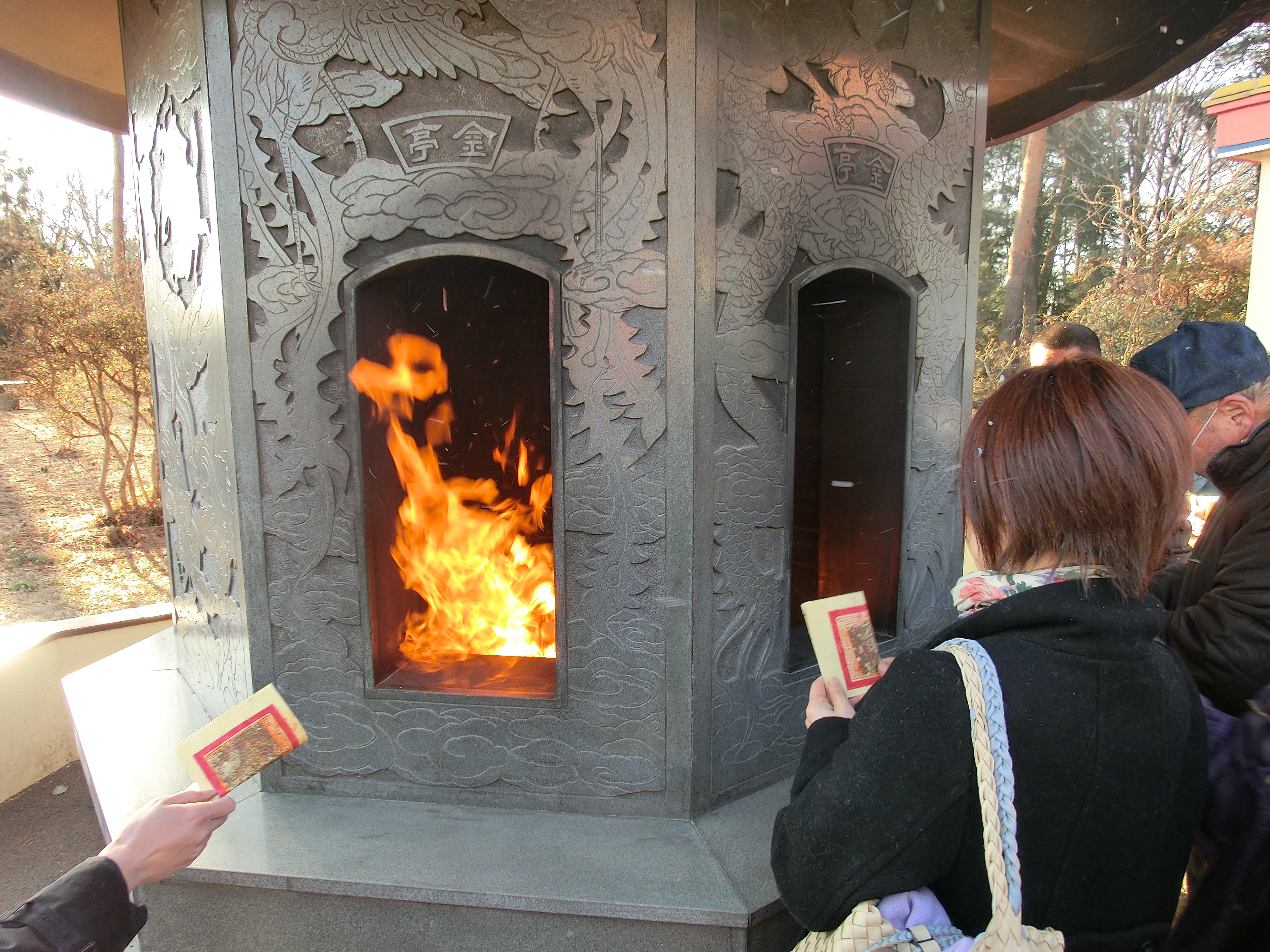
道徳天尊生誕日、寿金の焚き上げ

祭事の日には線香での参拝や寿金（神紙）の焚きあげをする行事があり、一部の祭事では一般客も参加できる。なお、聖天宮には門前町がないため、中華街で見られるようなパレードは行われない。
- 元始天尊生誕日 - 1月1日 (旧暦)
- 道徳天尊生誕日 - 2月15日 (旧暦)
- 霊賽天尊生誕日 - 8月15日 (旧暦)
- 端午節 - 5月5日 (旧暦)
- 慰霊祭 開鬼門 -  7月1日 (旧暦)
- 慰霊祭 閑鬼門 - 旧暦7月末日

## 催し

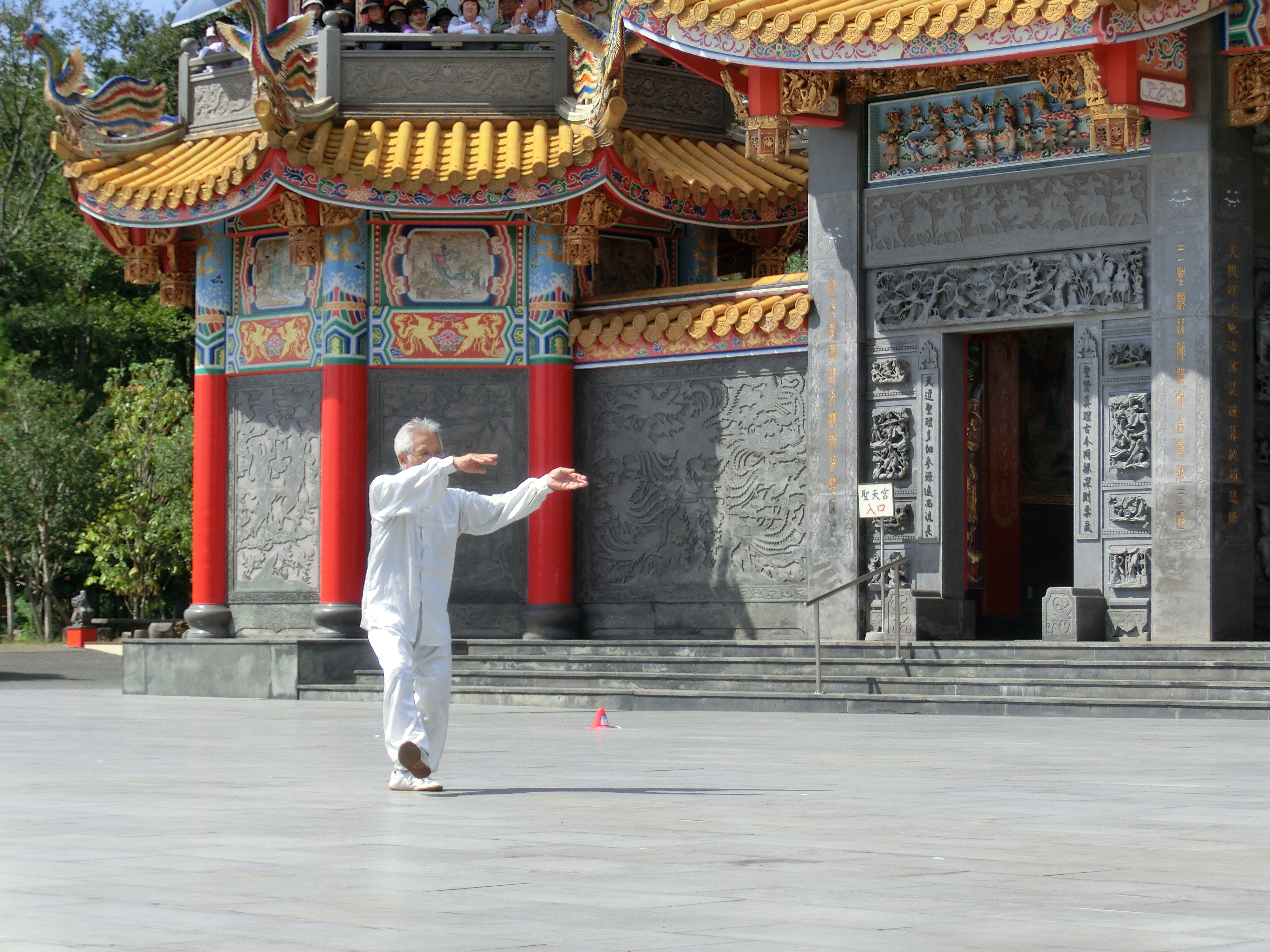
太極拳演武会

定期的な催事として、聖天宮では毎週土曜日、朝7時半から8時、天門広場にて有志による早朝太極拳が開催される。参加自由。雨天中止。
その他、不定期に開催されるイベントや過去に開催されたイベントには下記のようなものがある。
- あおぞら武術太極拳まつり
  - あおぞら武術太極拳まつりは2008年に第1回が坂戸市観光協会主催で開催され、第3回より坂戸あおぞら武術太極拳まつり実行委員会が引き継ぎ毎年開催されている。当初は100人前後の参加者だったが、現在は400人を超す参加者のある大きな催しとなった。主催者は「本場同様の雰囲気万点の会場で競技ができる」として、会場の雰囲気をイベントの売りの一つとしている[44]。
- ライチ種とばし大会
  - 2014年には、一般社団法人台湾を愛する会の主催により、台湾名産であるライチの種飛ばし大会が行われた。台湾往復航空券などの商品が用意され、150人の参加者が集った。記録は13m75cm　[45][46][47]。
- YOSAKOI
  - 聖天宮では龍季祭、天空よさこい、ファイナルよさこい等のYOSAKOIに関するイベントが不定期で催されている。2018年にはアイドルグループAKB48チーム8と地元YOSAKOIチームとの対決の舞台にも利用された[48]。
- 野菜即売会

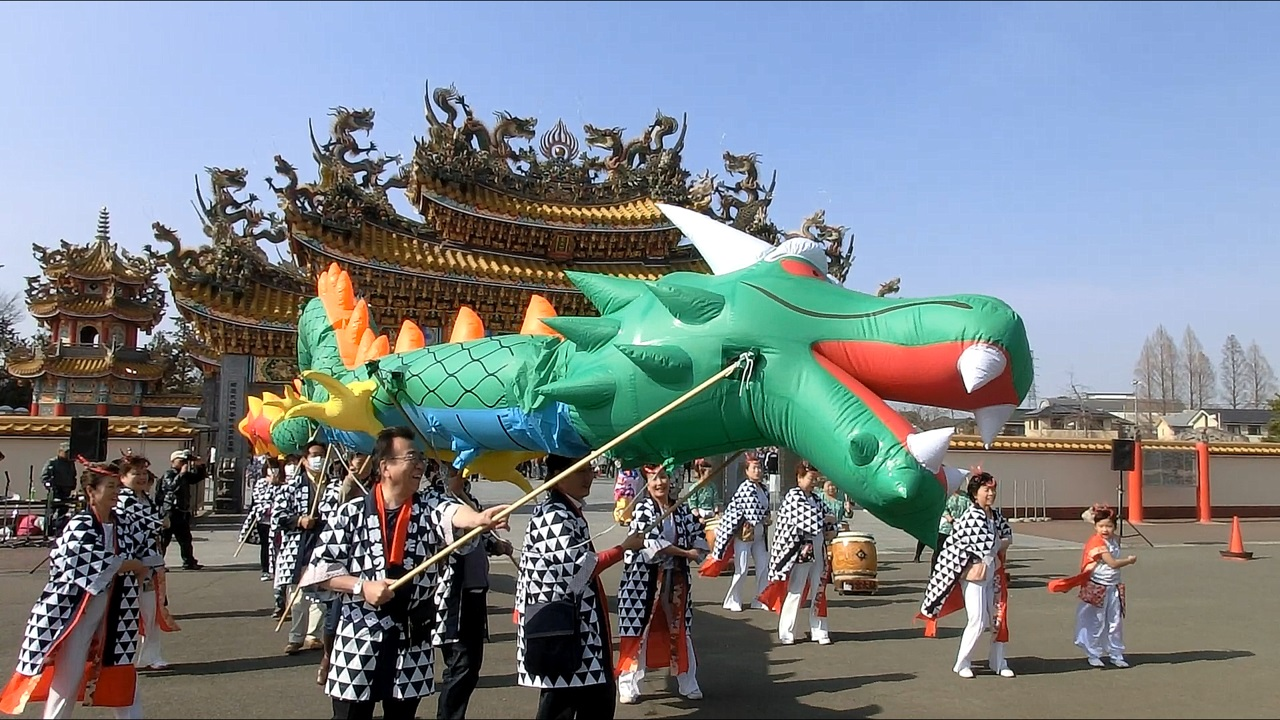
さいたま竜神まつり会による龍舞
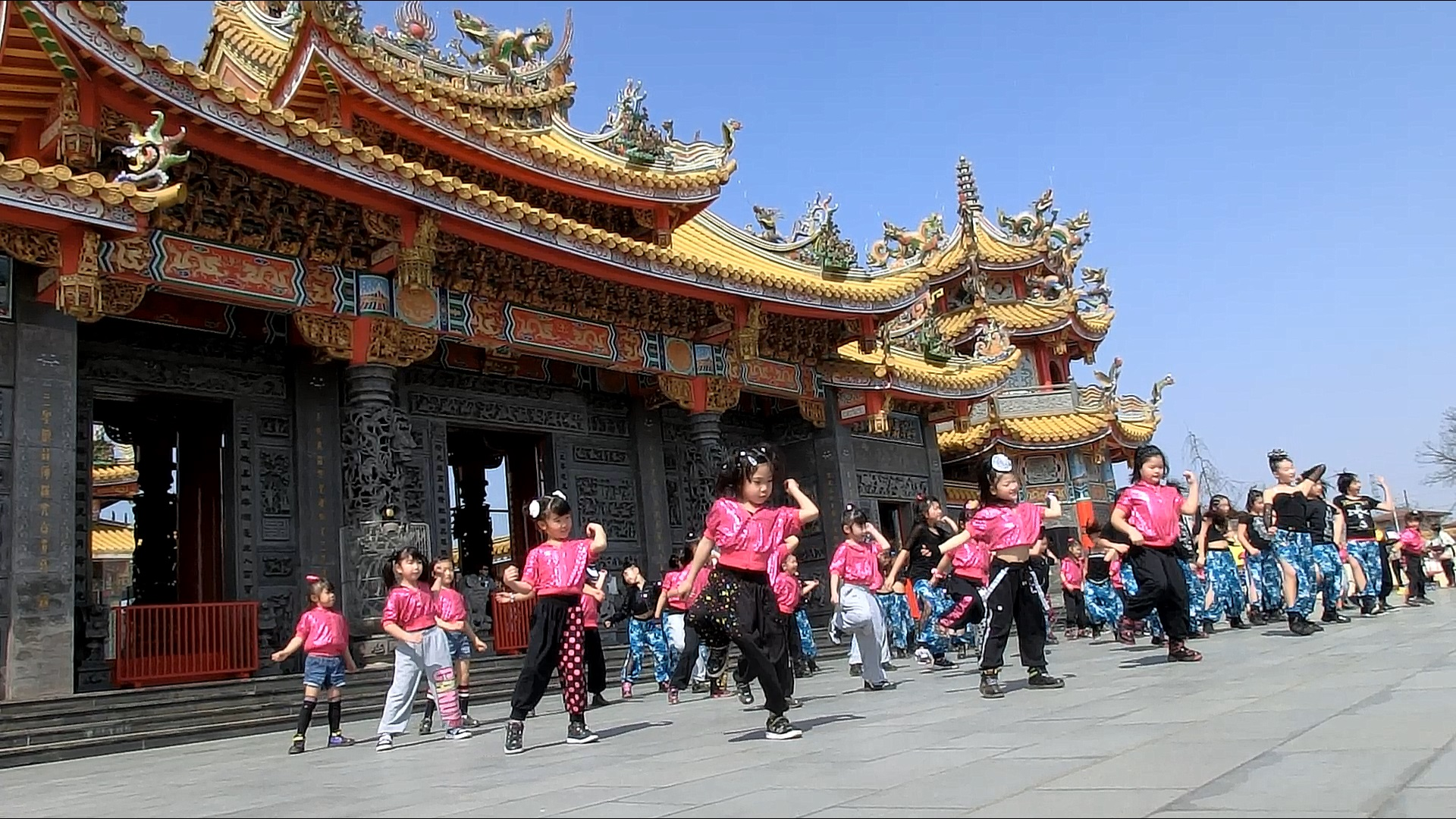
キッズダンス
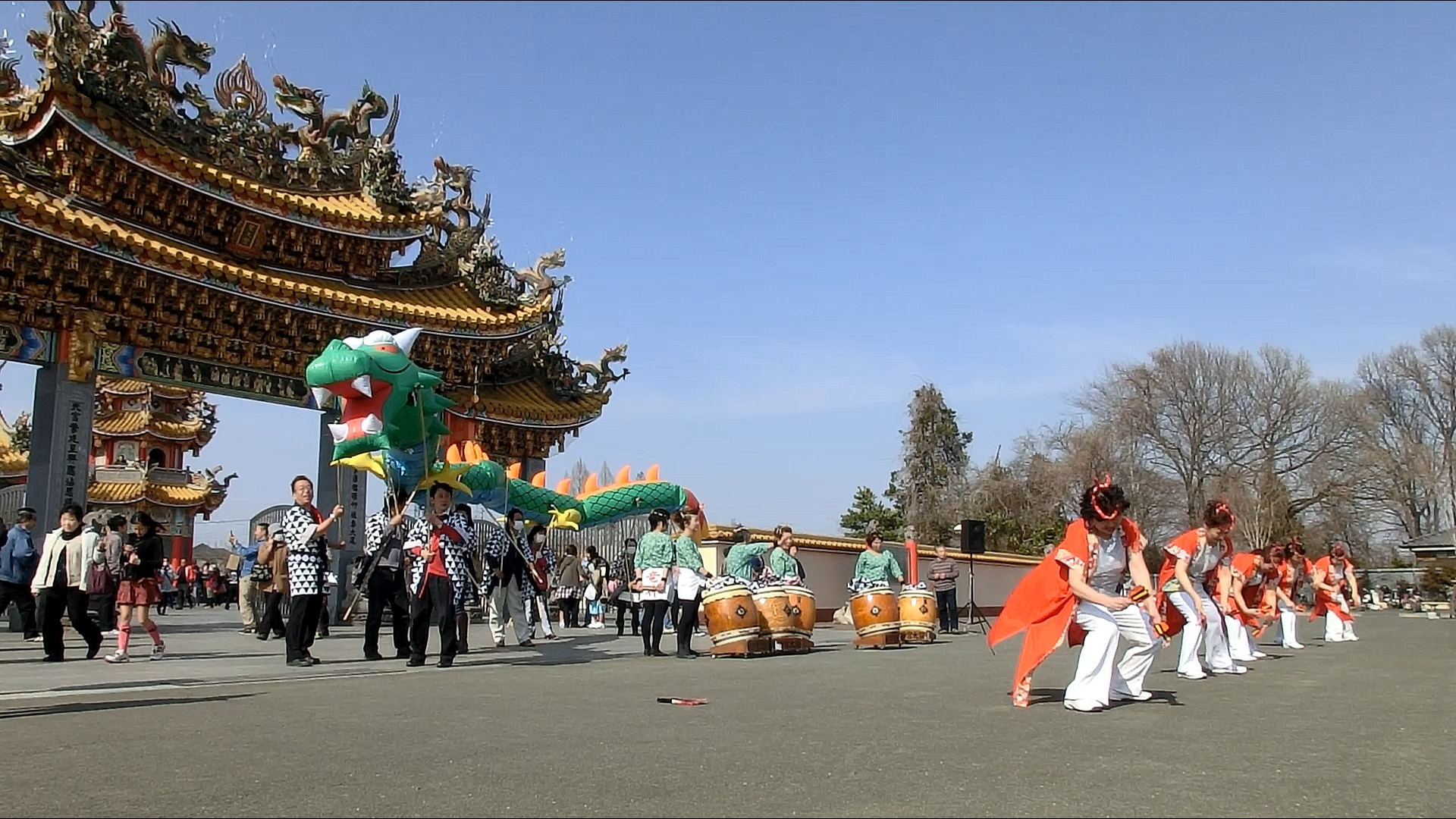
龍舞と和太鼓、YOSAKOI
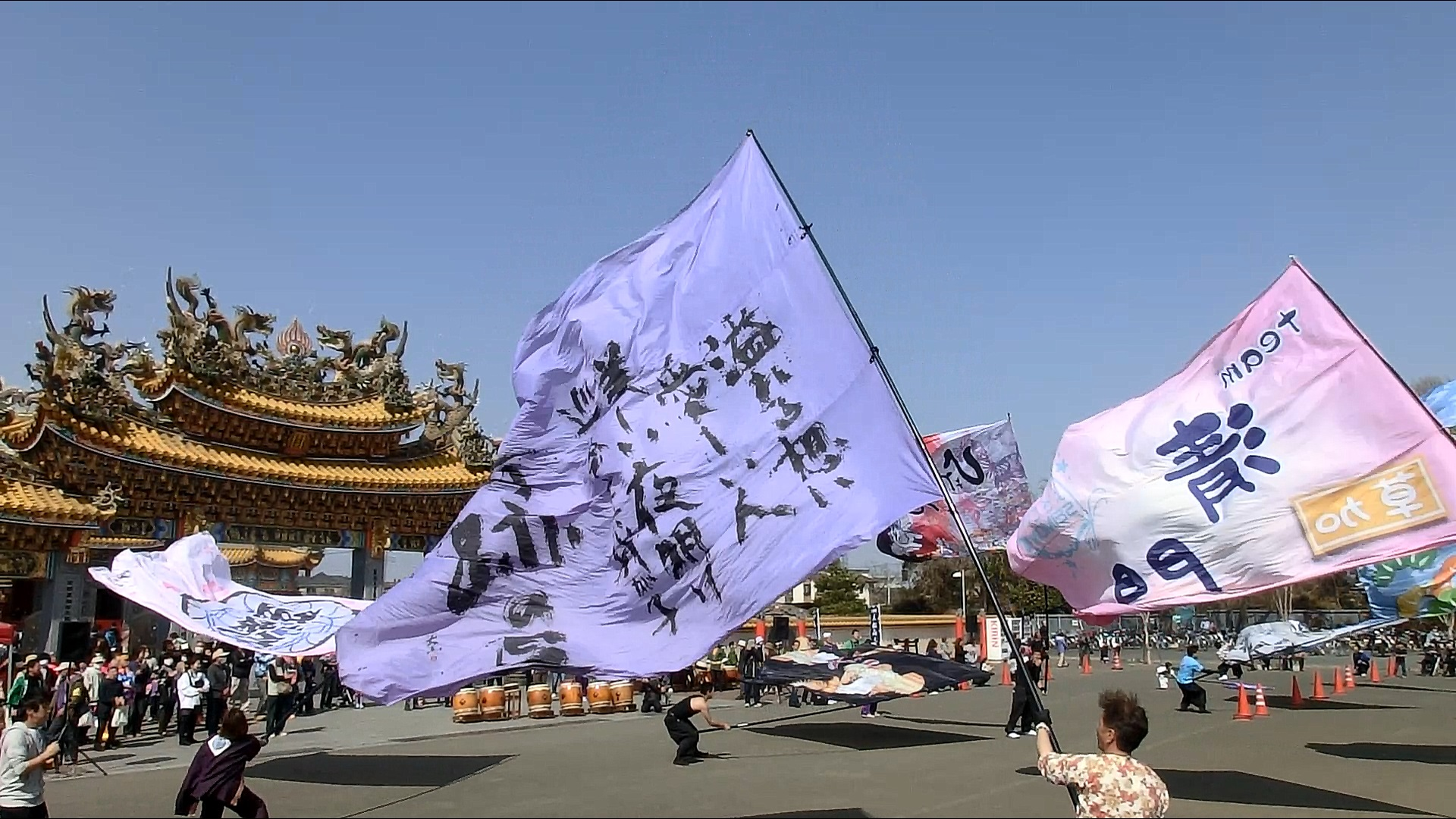
YOSAKOIの旗振り
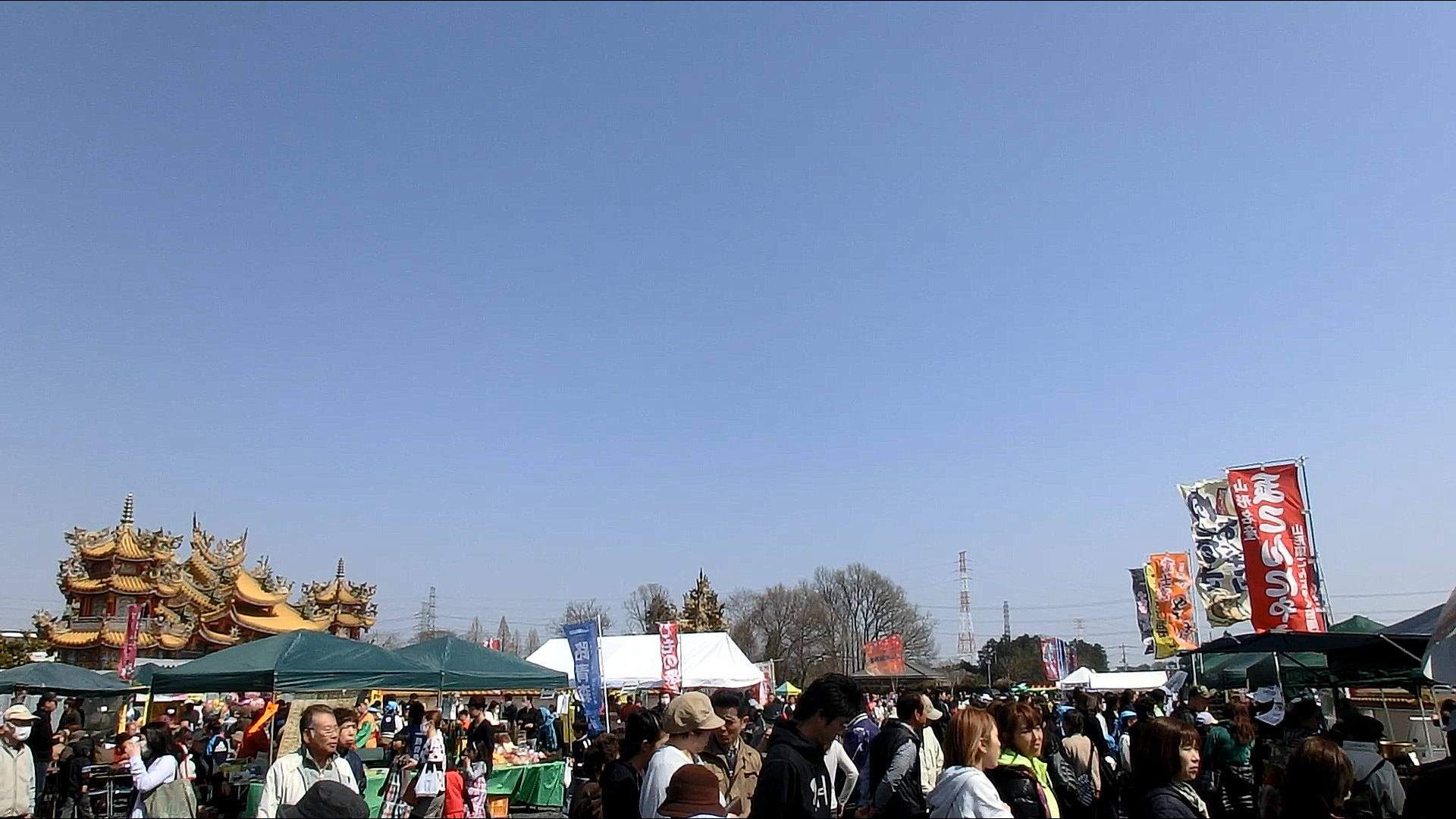
屋台の出店

## ロケーション撮影
聖天宮はその独特な景観から、ロケーション撮影のスポットとしてテレビドラマやミュージック・ビデオ、コスプレイヤーなどの撮影場所に利用されている。なお、聖天宮では境内の撮影について、「個人観賞の範囲を超える撮影や取材を行う場合は必ず許可が必要」としている。以下は聖天宮で撮影された作品の一部。

### テレビドラマ
- フジテレビ『西遊記』『ハニートラップ』
- NHK『金魚姫』『伝説のお母さん』『オリバーな犬、 (Gosh!!) このヤロウ』
- テレビ朝日『手裏剣戦隊ニンニンジャー』『仮面ライダードライブ』『ビーロボカブタック』等

### ミュージック・ビデオ
- 西川貴教 / Crescent Cutlass
- a flood of circle / KIDS
- Czecho No Republic / Oh Yeah!!!!!!!
- TrySail / Sunset カンフー
- Do As Infinity / 化身の獣
- luz / FANATIC
- EXILE ATSUSHI / 我願意
- GRANRODEO / move on! イバラミチ

等

### コスプレ
聖天宮はコスプレイヤー向けの写真撮影場所としても人気がある。東京新聞の取材によると、2007年頃からコスプレイヤーの来訪者が目立つようになり、2012年のコスプレ目的での来場者はのべ約500人にのぼったという。近年のコスプレイヤーの来訪の増加に対し、聖天宮側もルールを設けながらこれに応じており、聖天宮を建立した康法師は生前、「多くの日本人に台湾の文化に触れてほしい」として、コスプレ撮影に快く応じてきたという。聖天宮は、ルールを守ってもらえれば「道教の教えは来る者拒まず」という理由でコスプレ撮影を受け入れていると説明している。
コスプレ撮影の受付は1日2組、計10名までに限定されており、事前予約が必要。境内での撮影には、寝転び撮影禁止といった一般的な諸注意に加え、宗教施設であるため露出度の高い服装や、キョンシーなどのアンデッド系の動き・服装は禁止といった独自のルールがある。
台湾では、日本にある台湾の宗教施設がコスプレの名所になっていることが珍しがられ、大手紙の中国時報や、おたく向けネットニュースの宅宅新聞などで報じられた。

## 交通アクセス等
- 電車：東武東上線若葉駅（東口）から2.3キロメートル[1]（徒歩20分から30分）
- バス：東武バス「戸宮交差点前」から約300メートル
- 高速道路
  - 関越自動車道鶴ヶ島IC（鶴ヶ島市内）坂戸出口から約3.5キロメートル[1]
  - 首都圏中央連絡自動車道（圏央道）坂戸ICから約1.5キロメートル[1]
- 無料駐車場：普通車120台、大型バス10台

## 運営及び所在地等
- 運営：宗教法人 聖天宮
- 所在地：埼玉県坂戸市塚越51-1